# Hugo von Hofmannsthal

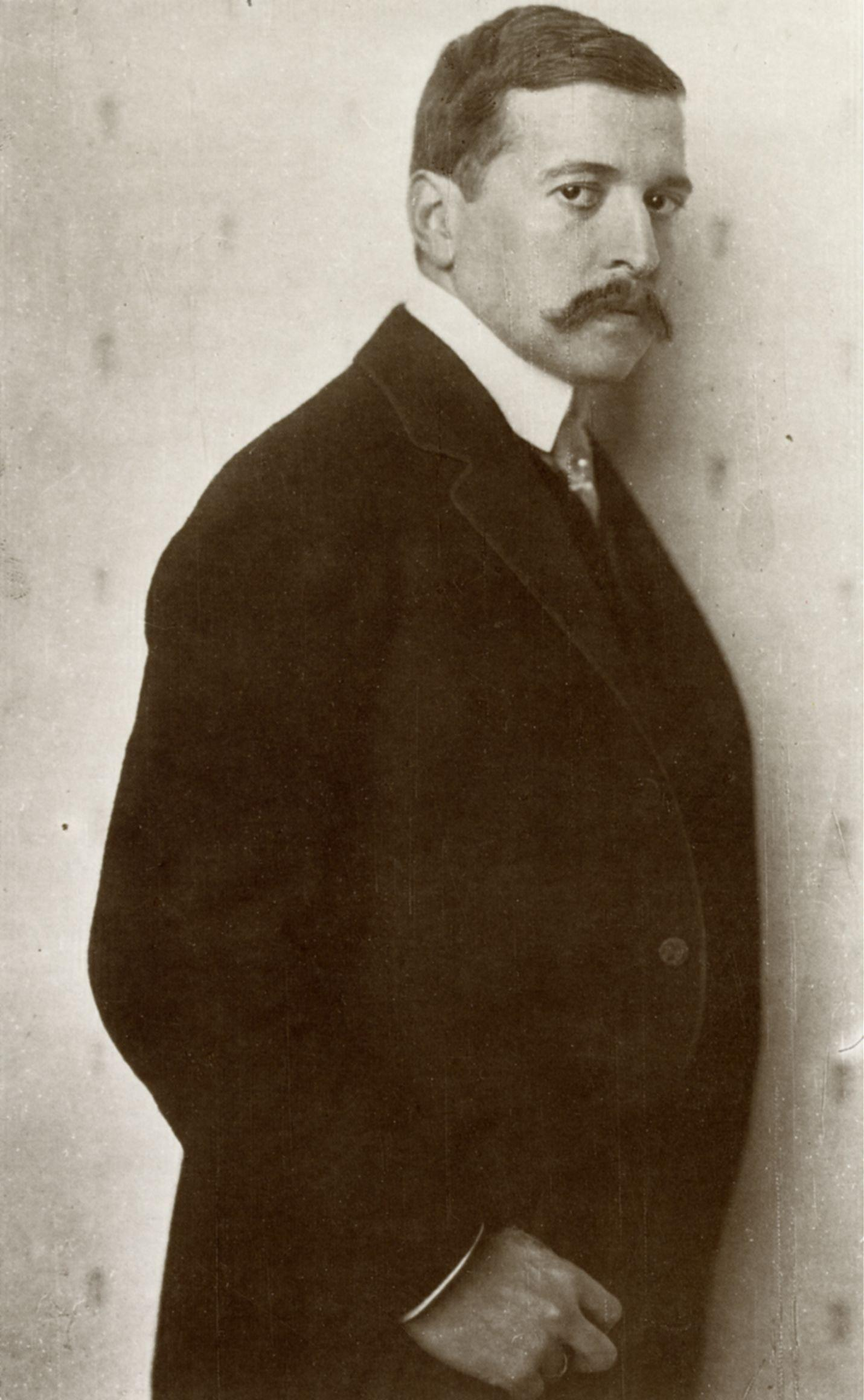
Hugo von Hofmannsthal (1910)

Hugo Laurenz August Hofmann, Edler von Hofmannsthal (genannt Hugo von Hofmannsthal; * 1. Februar 1874 in Wien; † 15. Juli 1929 in Rodaun bei Wien) war ein österreichischer Schriftsteller, Dramatiker, Lyriker, Librettist sowie Mitbegründer der Salzburger Festspiele. Er gilt als einer der wichtigsten Repräsentanten des deutschsprachigen Fin de Siècle und der Wiener Moderne.

## Leben

### Herkunft

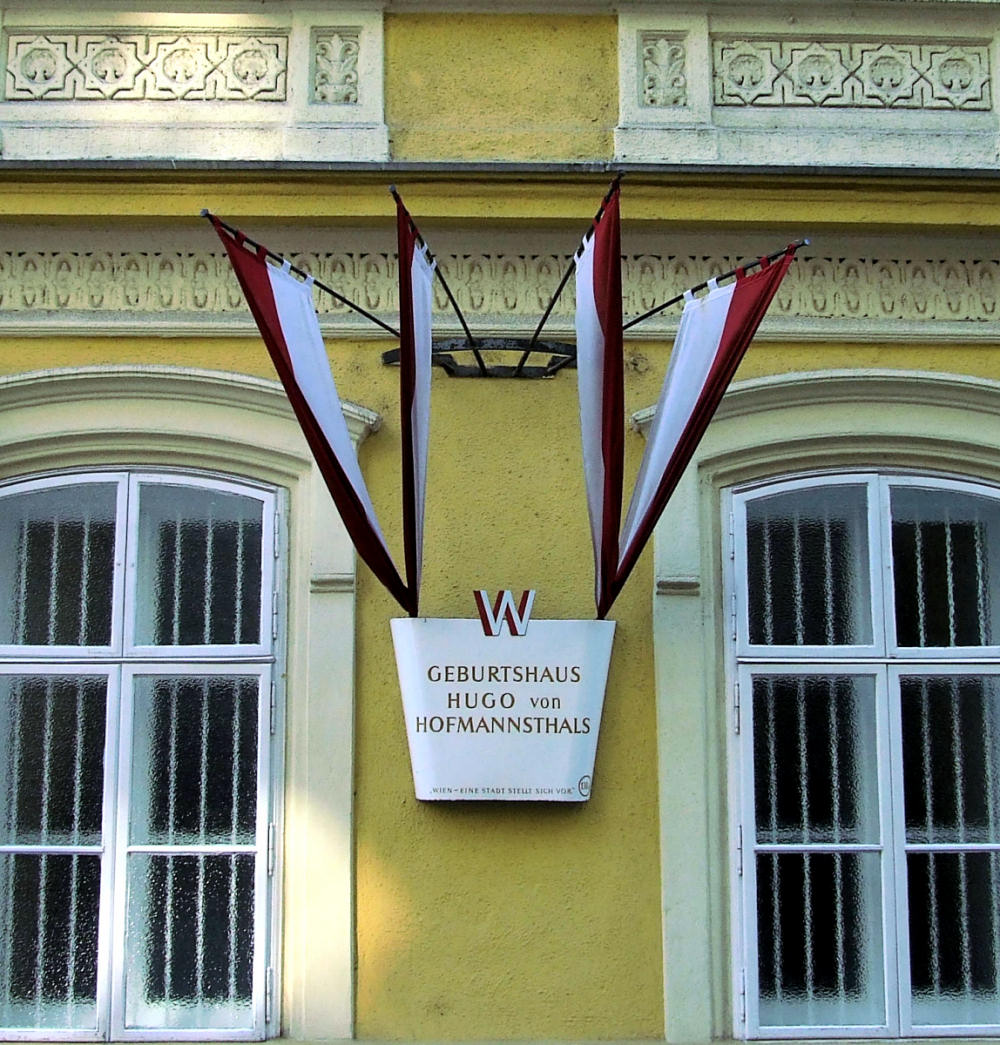
Hofmannsthals Geburtshaus in Wien

Hugo von Hofmannsthal hatte böhmische, jüdische und lombardische Vorfahren. Sein jüdisch-orthodoxer Urgroßvater Isaak Löw Hofmann (1759–1849) wurde als erfolgreicher Industrieller 1835 von Ferdinand I. geadelt. Er hatte die Seidenindustrie in Österreich eingeführt und für seine große Familie ein ansehnliches Vermögen geschaffen. Sein Sohn und Erbe Augustin Emil von Hofmannsthal (1815–1881) konvertierte zum katholischen Glauben und heiratete 1850 die bürgerliche Italienerin Petronilla Ordioni (1815–1898).
Augustin Emils Sohn Hugo August Peter Hofmann, Edler von Hofmannsthal (1841–1915), der Vater des Schriftstellers, wurde unehelich geboren und erst bei der Heirat seiner Eltern legitimiert. Er studierte Rechtswissenschaft an der Universität Wien, an der er am 27. November 1865 zum Dr. iuris promoviert wurde, stieg zum Direktor der Oesterreichischen Central-Boden-Credit-Bank auf und heiratete Anna Maria Josefa Fohleutner (1849 –1904), Tochter eines Notars. Sie starb 1904, Hugo von Hofmannsthal sen. starb 1915; begraben sind sie auf dem Wiener Zentralfriedhof.
Beim Gründerkrach von 1873, noch während der Flitterwochen, in denen Hugo junior gezeugt wurde, verlor die Familie ihr ganzes Vermögen. Sie war seitdem auf die Einkünfte des Vaters angewiesen.
Hugo von Hofmannsthal musste deshalb sein Geld selbst verdienen und lebte mit der ständigen Furcht vor Verarmung – wohingegen in der Öffentlichkeit meist angenommen wurde, er lebe vom Vermögen seiner Familie. Während er selbst sich stets als katholischer Aristokrat sah und sich auch zu judenfeindlichen Bemerkungen hinreißen ließ, wurde er von Freund wie Feind häufig als „jüdischer“ Intellektueller apostrophiert.

### Jugend

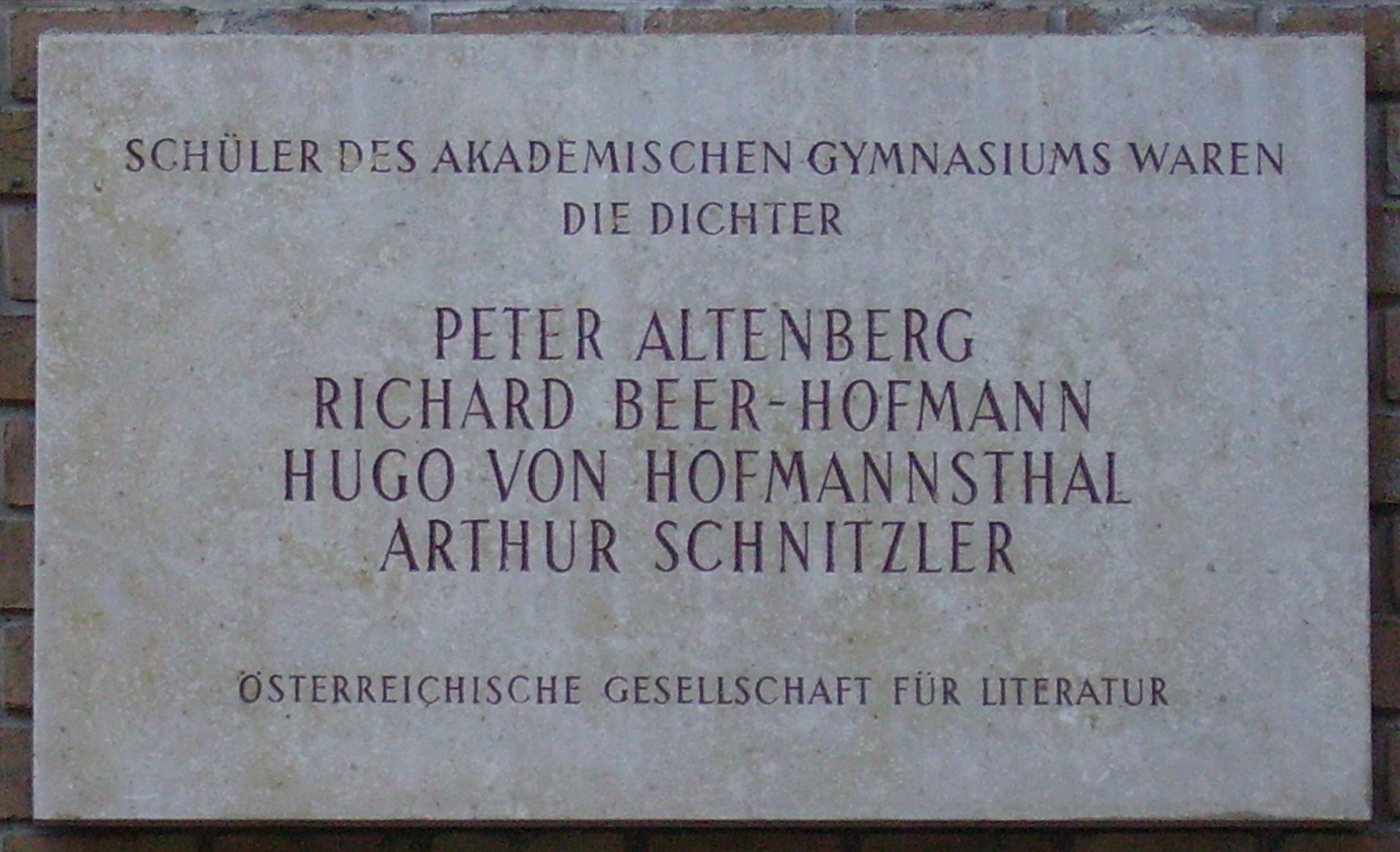
Gedenktafel am Akademischen Gymnasium Wien

Hofmannsthals Familie legte Wert auf Bildung. Hugo, ein Einzelkind, wurde zuerst von Privatlehrern unterrichtet und besuchte ab 1884 das Akademische Gymnasium in Wien, eine Eliteschule der Donaumonarchie. Er lernte unter anderem Italienisch, Französisch, Englisch, Latein und Griechisch. Er las viel, war in Umgang und Intellekt frühreif und ein ausgezeichneter Schüler. Eleonore Duse war seine Lieblingsschauspielerin.
Früh begann Hugo erste, von Friedrich Nietzsche beeinflusste Gedichte zu schreiben. Da er als Schüler nicht veröffentlichen durfte, wurden sie unter den Pseudonymen Loris, Loris Melikow und Theophil Morren in der Zeitung Die Presse gedruckt. Binnen kurzer Zeit zählte man ihn zum literarischen Jung-Wien, einer Gruppe von so unterschiedlichen Schriftstellern wie Hermann Bahr, Arthur Schnitzler, Richard Beer-Hofmann und Felix Salten; auch den betagten Henrik Ibsen und Gerhart Hauptmann lernte er kennen. 1891 – noch als Schüler – begegnete er zum ersten Mal Stefan George, der prägend für sein Werk wurde. Sein früher Ruhm als Lyriker und Dramatiker reichte schnell auch über seine Heimatstadt hinaus.
Stefan Zweig beschrieb in seinen Memoiren Die Welt von Gestern (1942) ausführlich „das wunderbare und einmalige Phänomen“ Hofmannsthal und dessen Eindruck auf ihn und seine Generation. Seine bleibende literarische Bedeutung fasst Zweig eingangs zusammen:

„Die Erscheinung des jungen Hofmannsthal ist und bleibt denkwürdig als eines der großen Wunder früher Vollendung; in der Weltliteratur kenne ich bei solcher Jugend außer bei Keats und Rimbaud kein Beispiel ähnlicher Unfehlbarkeit in der Bemeisterung der Sprache, keine solche Weite der ideellen Beschwingtheit, kein solches Durchdrungensein mit poetischer Substanz bis in die zufälligste Zeile, wie in diesem großartigen Genius, der schon in seinem sechzehnten und siebzehnten Jahr sich mit unverlöschbaren Versen und einer noch heute nicht überbotenen Prosa in die ewigen Annalen der deutschen Sprache eingeschrieben hat. Sein persönliches Beginnen und zugleich schon Vollendetsein war ein Phänomen, wie es sich innerhalb einer Generation kaum ein zweites Mal ereignet.“

### Studium (1892–1900)

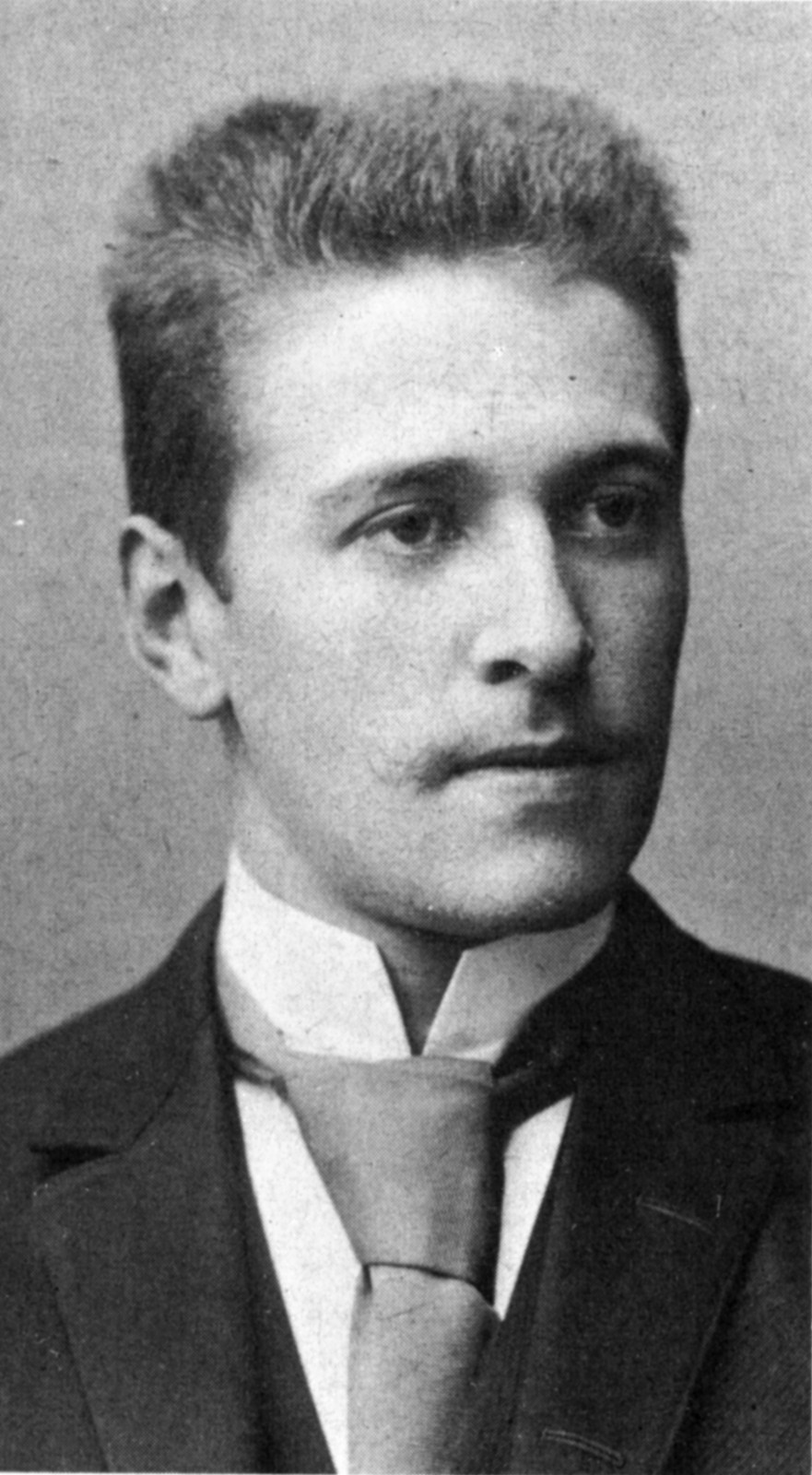
Hugo von Hofmannsthal im Alter von 19 Jahren

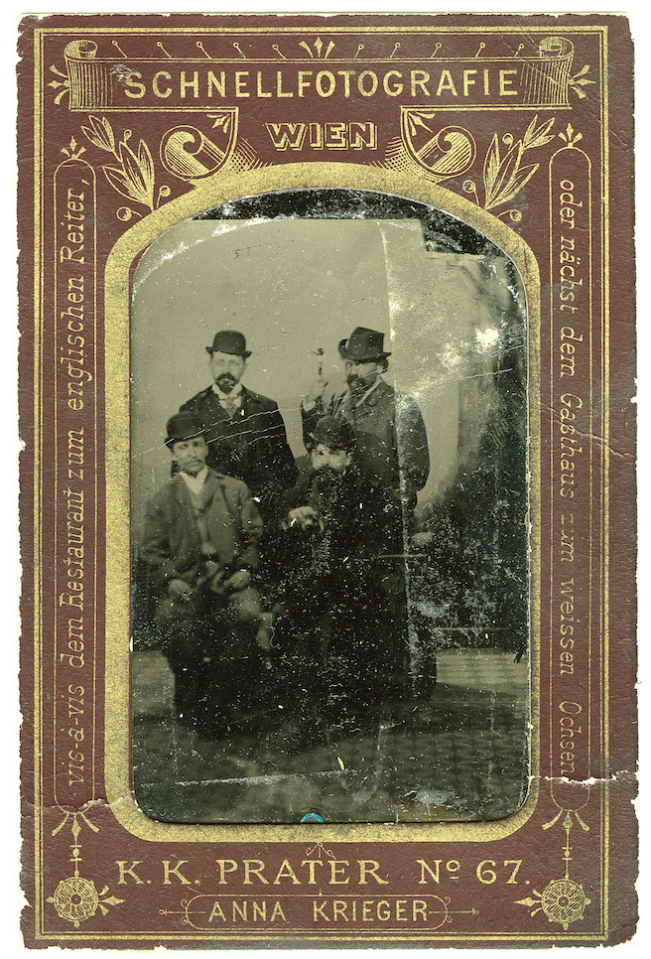
Ferrotypie von Anna Krieger, 1895: Richard Beer-Hofmann, Hermann Bahr, Hugo von Hofmannsthal und Arthur Schnitzler

1892 schloss Hofmannsthal die Matura mit Auszeichnung ab. Auf Druck des Vaters begann er ein Studium der Rechtswissenschaften an der Universität Wien. Nach der ersten juristischen Staatsprüfung unterbrach er sein Studium, um freiwillig ein Jahr Militärdienst beim Sechsten Dragoner-Regiment in Brünn und Göding (Mähren) abzuleisten. Nach einer Venedig-Reise kehrte er an die Universität zurück, brach das Jus-Studium ab und studierte Französische Philologie. Während des Studiums lernte er den Dichter Leopold Andrian kennen, mit dem er sein Leben lang gut befreundet blieb.
Im Jahr 1898 erhielt Hofmannsthal den akademischen Grad Doktor mit der Dissertation Über den Sprachgebrauch bei den Dichtern der Pléjade. In den kommenden zwei Jahren reiste er, schrieb an einer Habilitationsschrift und schloss einige der wichtigsten Freundschaften seines weiteren Lebens. Im Herbst reiste er nach Venedig, im Frühjahr 1899 nach Paris, wo er Maurice Maeterlinck und Auguste Rodin kennenlernte. Im selben Jahr schloss er Freundschaften mit Rainer Maria Rilke und Rudolf Kassner, mit denen ihn zeitlebens ein enger Briefwechsel verband. Im Jahr 1900 lernte er den Komponisten Richard Strauss kennen, zu dieser Zeit Kapellmeister an der Berliner Hofoper – eine der künstlerisch fruchtbarsten Freundschaften Hofmannsthals.

### Familiengründung (1901–1913)

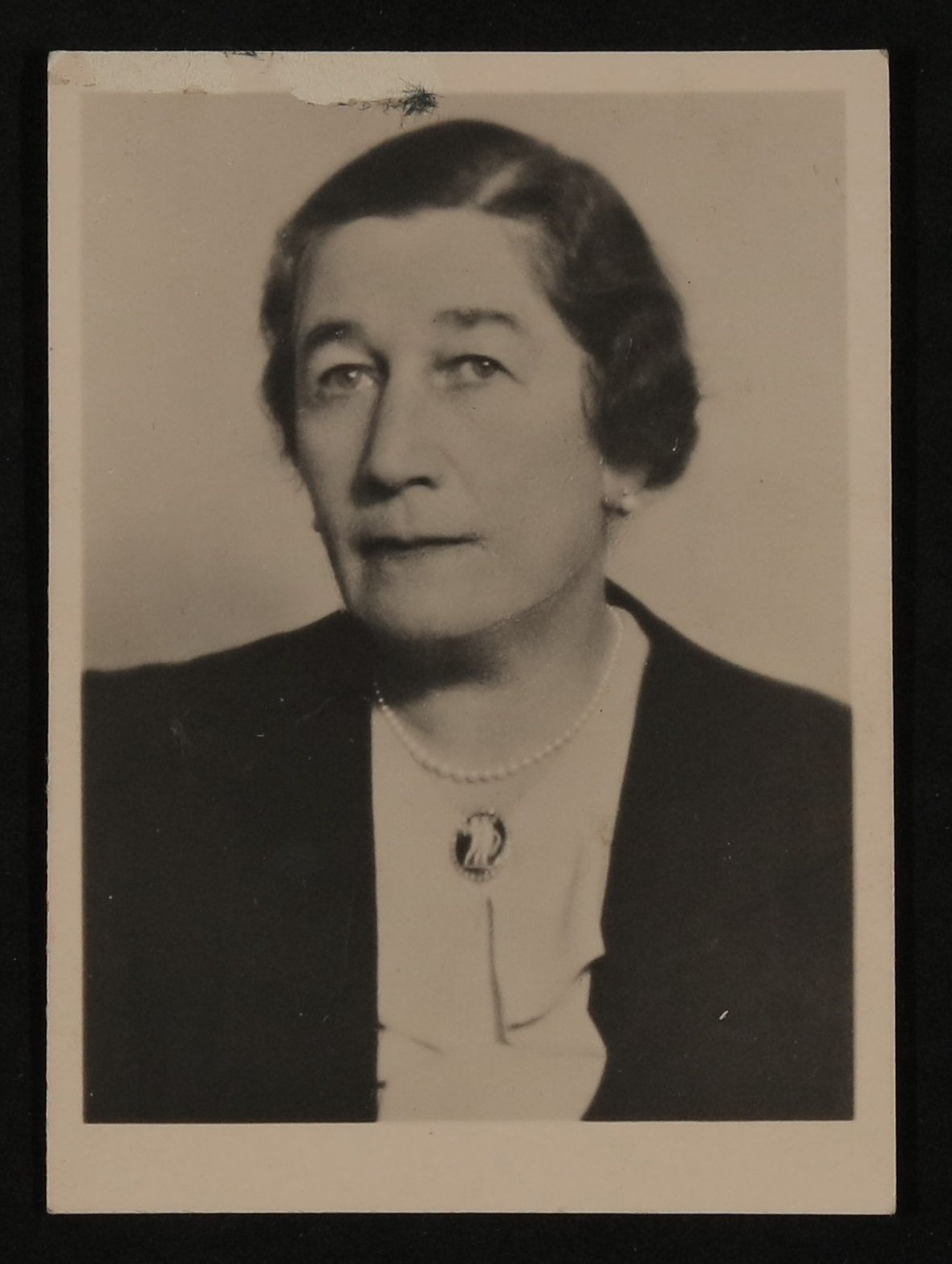
Gertrude „Gerty“ von Hofmannsthal, die Ehefrau

1901 reichte Hofmannsthal an der Wiener Universität die Habilitationsschrift Studie über die Entwickelung des Dichters Victor Hugo ein, um die Lehrberechtigung zu erlangen. Kurze Zeit später entschied er sich jedoch gegen den bürgerlichen Beruf des Professors und beschloss, freier Schriftsteller zu werden. Am 8. Juni desselben Jahres heiratete er die 21-jährige Gertrud Schlesinger („Gerty“), die jüngere Schwester seines Freundes Hans Schlesinger und, wie er, das Kind eines Wiener Bankiers; ihre Mutter Franziska (Fanny) wiederum entstammte der bekannten Industriellenfamilie Kuffner. Die Jüdin Gerty Schlesinger konvertierte vor der Heirat zum christlichen Glauben. Sie zogen nach Rodaun, damals einem Vorort von Wien, in eine Barockvilla (heute Hofmannsthal-Schlössl genannt). In den kommenden Jahren wurden ihre drei Kinder geboren, Christiane (1902–1987), Franz (1903–1929) und Raimund (1906–1974).
Hofmannsthals Ansichten über die Ehe waren konservativ; für ihn war der „heilige Ehestand“ der Kern und das Symbol der gesellschaftlichen Ordnung. Als „Dichtergattin“ hatte Gerty Hofmannsthal ihren Ehemann von den Trivialitäten des Alltags freizuhalten und ließ sich gelegentlich Briefe diktieren. „Die Ehe ist ein erhabenes Institut und steht in unseren armseligen Existenzen wie eine Burg aus einem einzigen Felsen“, äußerte sich Hofmannsthal gegenüber Carl Jacob Burckhardt. Er pflegte in seiner Korrespondenz einige innige „Seelenfreundschaften“ mit Schriftstellerinnen, darunter der Adeligen Helene von Nostitz, der Tänzerin Grete Wiesenthal und der jungen Witwe Ottonie von Degenfeld-Schonburg (1882–1970). Weder seine Ehe noch die Brieffreundschaften mit anderen Frauen erfüllten ihn jedoch wirklich:

„Freundschaft zwischen Männern kann nicht den Inhalt des Lebens bilden, aber sie ist, glaube ich, das reinste und stärkste, was das Leben enthält; für mich ist sie, neben meinem mir eingeborenen Beruf wohl das einzige, was ich mir aus dem Dasein nicht wegdenken könnte, und ich glaube, ich hätte sie gesucht, in welchem Stande ich immer geboren wäre.“

In den Jahren um 1900 ging Hofmannsthal durch eine tiefe innere Krise, die sich aus seinem Zweifel am Ausdrucksvermögen der Sprache nährte. In dieser Zeit war ihm die Familie sicherlich ein emotionaler Halt. Die Geburt der Kinder und neue Freundschaften, etwa zu dem Theatermacher Max Reinhardt und den Schriftstellern Rudolf Borchardt und Rudolf Alexander Schröder, verhalfen ihm zu neuem Selbstvertrauen. Mit Reinhardt und Richard Strauss brachte er in den folgenden Jahren seine großen dramatischen Werke auf die Bühne. Ende 1903, Anfang 1904 nahmen Karl Gustav Vollmoeller und Hofmannsthal persönlichen Kontakt auf. Zunächst durch Arthur Schnitzler, dann durch Max Reinhardt und besonders durch Alfred Walter Heymel gefördert, bauten sie eine verquere Freundschaft auf. Während Vollmoeller Hofmannsthal und sein Werk verehrte, ihn als ebenbürtigen Freund und Kollegen sah, verfolgte Hofmannsthal Vollmoellers Werk und Wirken mit Misstrauen und Neid. Besonders die jahrzehntelange enge Zusammenarbeit Vollmoellers mit Max Reinhardt war Hofmannsthal zeit seines Lebens ein Dorn im Auge. Dennoch oder gerade deshalb weist das Werk beider so ungleicher Schriftsteller und Dramatiker in den Jahren 1903 bis 1914 eine Fülle an Parallelen und gegenseitiger Befruchtung auf.
1907 übernahm Hofmannsthal die Redaktion des Lyrik-Teils bei der Wochenzeitschrift Morgen. In diesem Jahr archivierte die Österreichische Akademie der Wissenschaften in Wien seine Stimme bei der Rezitation des Gedichtes Manche freilich. Diese Tonaufzeichnung war lange Zeit als die älteste erhaltene Aufnahme einer deutschsprachigen Dichterstimme bekannt.
1908 reiste Hofmannsthal mit Harry Graf Kessler und Aristide Maillol nach Griechenland. Neben seinen Reisen pflegte er Briefkontakt zu zahlreichen Intellektuellen und Künstlern, darunter Carl Jacob Burckhardt, Thomas Mann, Arthur Schnitzler, Richard Beer-Hofmann und Alfred Walter Heymel. Zu den von ihm protegierten Intellektuellen gehörten auch der Philosoph Rudolf Pannwitz sowie Gestalten vom rechten Rand des politischen Spektrums, wie etwa der spätere NS-Germanist Josef Nadler und der Schriftsteller Max Mell.

### Erster Weltkrieg und Nachkriegsjahre (1914–1929)

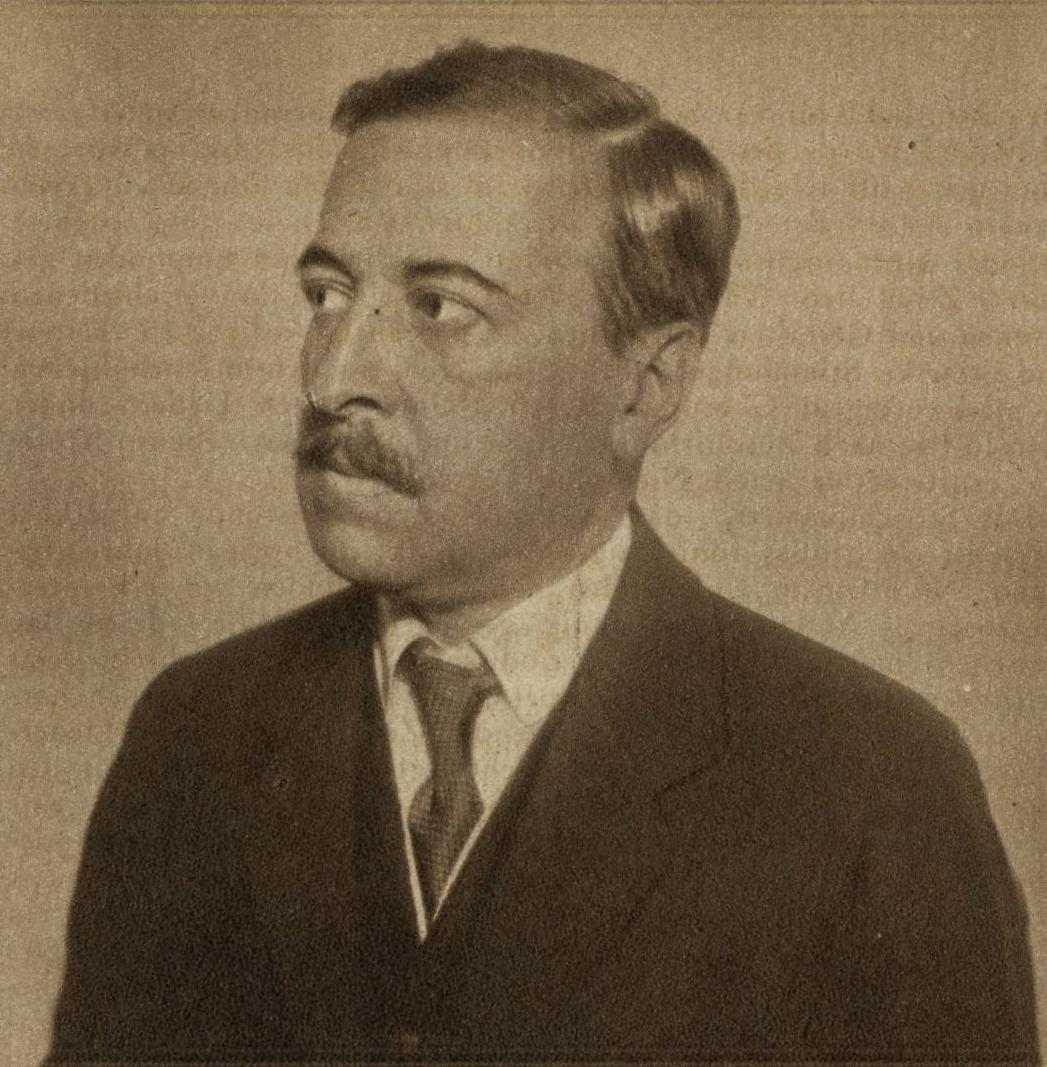
Porträtfoto Hofmannsthals aus den 1920er Jahren

Am 28. Juli 1914 brach der Erste Weltkrieg aus. Hofmannsthal war zu Kriegsbeginn 40 Jahre alt, verheiratet und von angeschlagener Gesundheit. Nach seiner Einberufung war er zunächst als Landsturmoffizier in Istrien tätig. Doch noch bevor ihn Hermann Bahrs martialischer Gruß an Hofmannsthal, abgedruckt am 26. August 1914 im Neuen Wiener Journal, erreichen konnte, wurde der kaum fronttaugliche Hofmannsthal bereits auf eine Stelle im Kriegsfürsorgeamt des Innenministeriums versetzt. Karl Kraus karikierte den offenen Brief zwei Jahre später in der Fackel in seinem Gruß an Bahr und Hofmannsthal. Dem Einsatz an der Front entkommen, schrieb Hofmannsthal kriegspropagandistische Texte, die er vorwiegend in der Neuen Freien Presse, zu dieser Zeit die größte liberal-bürgerliche Zeitung Wiens, drucken ließ.
1915 gab er Grillparzers „politisches Testament“ heraus, das erste von letztlich nur 26 Bändchen der Österreichischen Bibliothek. Diese war von ihm zusammen mit dem Verleger Kippenberg als Seitenstück zu der seit 1912 im deutschsprachigen Raum erfolgreich verlegten Insel-Bücherei – in der Hofmannsthal mit den Titeln Der Tor und der Tod und Der Tod des Tizian sowie Das kleine Welttheater oder Die Glücklichen vertreten war – konzipiert worden, um mit dieser Taschenbuchreihe des Insel Verlags langfristig und in großem Umfang einen repräsentativen Querschnitt durch Österreichs Geschichte und Geistesleben zu bieten. Der erhoffte Erfolg auf dem Buchmarkt blieb der Reihe jedoch versagt, so dass sie 1917 wieder eingestellt wurde.
Während des Krieges reiste Hofmannsthal wiederholt zu Vorträgen ins Ausland und hob Österreich-Ungarn als herausragende Kulturnation hervor. Im Kriegsfürsorgeamt betraute man ihn mit kulturpolitischen Aufgaben; er schrieb patriotische Aufsätze und hielt Reden. Während der folgenden zwei Jahre des sich ausweitenden Krieges unternahm er mehrfach Dienstreisen nach Krakau, Brüssel und Berlin. Das Ende des Weltkriegs 1918 mit dem Fall der Donaumonarchie war für den konservativen Patrioten Hofmannsthal ein persönlicher Schlag, von dem er sich nie ganz erholte. Dennoch waren die Jahre nach dem Krieg schriftstellerisch sehr produktiv und setzten fast bruchlos die früheren Arbeiten fort. Aus finanziellen Gründen musste Hofmannsthal nun auch Arbeiten als Herausgeber annehmen.
1919 wurde Hofmannsthal erstmals für den Nobelpreis für Literatur vorgeschlagen. Weitere drei Nominierungen folgten, doch der Preis wurde Hofmannsthal nie verliehen. Jede Nominierung wurde hauptsächlich durch das Votum des schwedischen Schriftstellers Per Hallström zu Fall gebracht, der gegen den Österreicher die „Lüsternheit“ von Stücken wie dem Rosenkavalier vorbrachte, aber auch mit antisemitischen Argumenten Erfolg hatte.
In den Jahren 1920 bis 1927 unternahm Hofmannsthal zahlreiche Reisen, unter anderem nach Berlin, Warschau, Skandinavien, mehrmals nach Italien, in die Schweiz. Im Jahr 1925 reiste er nach Paris, Marokko, London und Oxford, im darauffolgenden Februar nach Sizilien. Italien interessierte ihn besonders, sympathisierte er doch wie viele österreichische Großbürger mit dem Faschismus, der seit 1922 unter Mussolini herrschte. 1925 schrieb er gemeinsam mit Louis Nerz und dem Filmregisseur Robert Wiene das Drehbuch zur ersten Verfilmung des Rosenkavaliers (1926).

### Tod

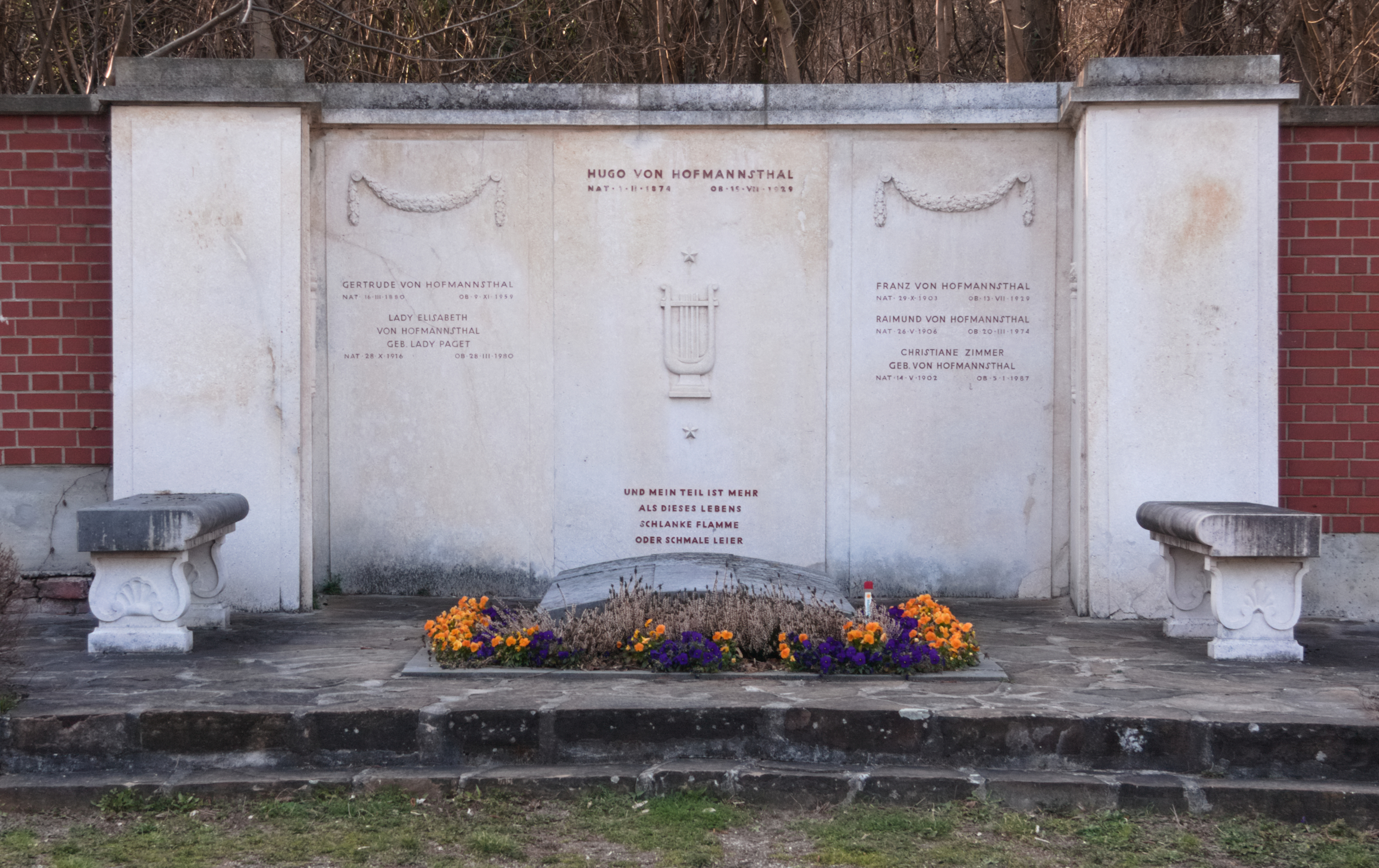
Grabstätte auf dem Kalksburger Friedhof

Am 13. Juli 1929 erschoss sich Hofmannsthals Sohn Franz im Alter von 26 Jahren. Der künstlerisch unambitionierte Sohn war nach erfolglosen Anstellungen wieder zu seinen Eltern zurückgekehrt. Zwei Tage nach dem Suizid seines Sohnes starb Hugo von Hofmannsthal im Alter von 55 Jahren an einem Schlaganfall, als er zur Beerdigung seines Sohnes aufbrechen wollte.
Hofmannsthal wurde auf dem Kalksburger Friedhof (Gruppe 1, Nummer 49) in einem ehrenhalber gewidmeten Grab beigesetzt. Da er sich dem Dritten Orden der Franziskaner verbunden fühlte (eine Mitgliedschaft ist nicht eindeutig bezeugt), wurde er, der Tradition und seinem eigenen Wunsch entsprechend, im Habit eines Franziskaners beerdigt. Bei seinem Begräbnis waren viele Künstler und Politiker sowie Tausende von Wiener Bürgern anwesend. Hofmannsthal hatte sich alle Reden an seinem Grab letztwillig verbeten.
Das Grabdenkmal ziert eine Inschrift mit den Schlusszeilen aus seinem Gedicht Manche freilich: „Und mein Teil ist mehr als dieses Lebens schlanke Flamme oder schmale Leier.“

### Schicksal der Familie
Nach dem „Anschluss“ Österreichs an das Deutsche Reich am 12. März 1938 sah sich die Familie gezwungen, in die Emigration zu gehen. Das Vermögen der Hofmannsthals wurde von den Nationalsozialisten beschlagnahmt. In das Fuchsschlössl zog die regimetreue Heimatdichterin Maria Grengg ein.
Gerty von Hofmannsthal lebte ab Juli 1939 in Oxford, 1947 wurde sie britische Staatsbürgerin. Bis zu ihrem Tod am 9. November 1959 blieb sie in England.
Raimund von Hofmannsthal war seit 1933 mit der Amerikanerin Ava Alice Muriel Astor verheiratet, der einzigen Tochter des vermögenden John Jacob Astor IV. Sie hatte Raimund von Hofmannsthal durch seinen väterlichen Freund und Gönner Karl Gustav Vollmoeller kennengelernt, der zu Beginn des Jahrhunderts mit John Jacob Astor IV befreundet gewesen war und den Kontakt zu Witwe und Tochter gepflegt hatte. Vollmoeller hatte in den 1920er Jahren Raimund von Hofmannsthal hinter dem Rücken des Vaters aus finanziellen Nöten geholfen. 1939 heiratete Raimund seine zweite Frau Lady Elizabeth Paget aus britischem Adel. Er starb am 20. März 1974.
Seine Schwester Christiane hatte 1928 den Indologen Heinrich Zimmer (1890–1943) geheiratet, mit dem sie in Heidelberg lebte und 1940 nach New York in die Emigration ging, weil er als Ehemann einer „nicht-arischen“ Frau die Lehrbefugnis verloren hatte. Christiane Zimmer studierte Sozialwissenschaften an der Columbia University und wurde später Assistant Professor an der Fordham University. Ihr Haus in New York war über lange Zeit Treffpunkt von amerikanischen und europäischen Künstlern und Intellektuellen. Sie starb 1987 in New York.
Ein entfernterer Verwandter, der Journalist Karl Raimund Hofmeier, wurde 1944 von den Nationalsozialisten – offenbar wegen seiner jüdischen Herkunft und seiner für den Informationsfluss nach Deutschland strategisch wichtigen Stellung als Berichterstatter aus Ostasien – als angeblicher sowjetischer Spion erschossen.

## Werk und Umfeld

### Frühwerk
In der Frühzeit orientierte sich Hofmannsthal wie andere Dichter seiner Generation am französischen Symbolismus; seine frühen Arbeiten können dem literarischen Jugendstil oder dem literarischen Impressionismus zugeordnet werden.
Der 17-jährige Hofmannsthal stilisiert sich selbst als Nostalgiker, dessen wahre Daseinsform die Einsamkeit ist:

„Mit acht Jahren fand er den größten Reiz an dem Duft halbvergessener Tage und tat manches nur mit dem dumpfen Instinkt, zukünftige hübsche Erinnerungen auszusäen. So gewöhnte er sich resigniert, den Wert und Reiz der Gegenwart erst von der Vergangenheit gewordenen zu erwarten.“

Diese Haltung, „den Wert und Reiz der Gegenwart erst von der Vergangenheit gewordenen (Gegenwart) zu erwarten“, beschreibt in gewissem Sinne auch seine frühe Lyrik. Emphatisch beschwört sie die „Einsamkeit“, das „Leben“ und den Tod; der Tod liegt in der Schönheit und Schönheit liegt im Tode, im Verfall. Wo das Leben leer ist, birgt der Verfall ein Versprechen auf Erneuerung, „verklärte Möglichkeiten“, wie die erste Stanze des Gedichts Leben (1892) zeigt:
Die Sonne sinkt den lebenleeren Tagen

Und sinkt der Stadt vergoldend und gewaltig,

So wie sie sank der Zeit, die viel zu sagen

Und viel zu schenken hatte, vielgestaltig.

Und Schatten scheint die goldne Luft zu tragen

Versunkener Tage, blaß und zartgestaltig,

Und alle Stunden, die vorübergleiten,

Verhüllt ein Hauch verklärter Möglichkeiten.
Das Lyrische Ich ist ganz zurückgetreten; die Welt der Eindrücke liegt in den Dingen. Die Dinge sind symbolisch aufgeladen: die Sonne, die Stadt, die Zeit, die Schatten; alle sind von geradezu mythischer Größe. Gefühle müssen nicht geschildert werden, sie liegen nicht im Subjekt, sondern in den Dingen selbst (Ghasel, 1891):
In der ärmsten kleinen Geige liegt die Harmonie des Alls verborgen,

Liegt ekstatisch tiefstes Stöhnen, Jauchzen süßen Schalls verborgen;

In dem Stein am Wege liegt der Funke, der die Welt entzündet,

Liegt die Wucht des fürchterlichen, blitzesgleichen Pralls verborgen.

In dem Wort, dem abgegriffnen, liegt was mancher sinnend suchet:

Eine Wahrheit, mit der Klarheit leuchtenden Kristalls verborgen …

Lockt die Töne, sticht die Wahrheit, werft den Stein mit Riesenkräften!

Unsern Blicken ist Vollkommnes seit dem Tag des Sündenfalls verborgen.
Sein Frühwerk fällt in eine Zeit, als junge literarische Talente im Dutzend als Genies hochgejubelt wurden. Nur wenige konnten diesem Anspruch jedoch genügen; viele verschwanden so schnell wieder von der Bildfläche, wie sie gekommen waren. Hofmannsthal selbst wurde lange am Ruhm seiner frühen Gedichte und Dramenfragmente gemessen. Noch Joseph Gregors Schauspielführer von 1953 nennt Der Tor und der Tod, das Hofmannsthal mit 18 Jahren schrieb, „sein populärstes Stück“, es gebe „nicht wenige, die zugleich behaupten, sein bestes“ (S. 274). Er selbst musste sich lange bemühen, aus diesem Schatten herauszukommen.

„Das Bild des Autors in der literarischen Öffentlichkeit blieb, auch nachdem sich Hofmannsthal ab 1910 von der Sprachmagie des Lyrischen abgewandt hatte und kaum mehr Gedichte schrieb, weiterhin von diesem lyrischen Frühwerk geprägt, das 1903 in den Ausgewählten Gedichten in 300 Exemplaren im Verlag der Blätter für die Kunst und 1907 in Die gesammelten Gedichte erschienen ist.“

### Dichtungstheorie
Hofmannsthals literaturgeschichtliche Relevanz ist auch darin begründet, dass er von früh an in poetologischen Reflexionen zu seiner Dichtung Stellung nahm. Es gibt bei ihm – wie generell während der Jahrhundertwende – allerdings keine systematisch ausgearbeitete Literaturtheorie, sondern verstreute Essays und literaturtheoretische Reflexionen in literarischer Form. Seine frühen Auffassungen unterscheiden sich dabei stark von seiner späten Sprachskepsis, so wie auch seine Dichtung selbst einen tiefen Wandel durchläuft.
Der junge Hofmannsthal ging ganz mit Stefan Georges Ästhetizismus konform: Poetische Sprache soll von der Alltagssprache unterschieden sein; sie soll ein abgeschlossenes „Ganzes“ bilden, eine in sich geschlossene Kunst-Welt mit eigenen Gesetzen. Die Kunst dürfe keinen äußeren Zwecken – etwa der Unterhaltung – dienen (in den Worten Théophile Gautiers: „l’art pour l’art“).

„(E)s führt von der Poesie kein direkter Weg ins Leben, aus dem Leben keiner in die Poesie. Das Wort als Träger eines Lebensinhaltes und das traumhafte Bruderwort, welches in einem Gedicht stehen kann, streben auseinander und schweben fremd aneinander vorüber, wie die beiden Eimer eines Brunnens.“

Er spielt dabei auf einen Aufsatz von Stefan George an, in dem dieser schreibt:

„Den wert der dichtung entscheidet nicht der sinn (…) sondern die form d. h. durchaus nichts äusserliches sondern jenes tief erregende in maass und klang wodurch zu allen zeiten die Ursprünglichen die Meister sich von den nachfahren den künstlern zweiter ordnung unterschieden haben. (…) Strengstes maass ist zugleich höchste freiheit.“

Das „Maß“, der Rhythmus, der Klang, der „eigene Ton“ unterscheiden das Kunstwerk von der Nichtkunst, nicht ihr Inhalt oder die dahinter stehende Absicht.
Anders als George betont Hofmannsthal, dass das Gedicht auf Stimmungen, Phantasien und Erfahrungen bezogen ist; es negiert das „Leben“ nicht vollkommen, sondern führt indirekt wieder zu ihm hin. Poesie und Leben sind paradigmatisch verknüpft in der Metapher und im Symbol (zwei Konzepte, die durchaus ineinander übergehen können). In der Metapher können „ganze Weltzusammenhänge sichtbar werden“, so wie „das Symbol mit Leben und mit dem Erleben dieses Lebens geradezu identisch ist“ (Koopmann 1997; S. 47). Hofmannsthal selbst spricht von dem „seltsam vibrierenden Zustand […], in welchem die Metapher zu uns kommt in Schauer, Blitz und Sturm; dieser plötzlichen blitzartigen Erleuchtung, in der wir einen Augenblick lang den großen Weltzusammenhang ahnen, schauernd die Gegenwart der Idee spüren“ (Philosophie des Metaphorischen, 1894).
Ein kurzes Gedicht mit dem Titel Dichtkunst (1898) erfasst das Problem des Dichtens so:
Fürchterlich ist diese Kunst! Ich spinn aus dem Leib mir den Faden,

Und dieser Faden zugleich ist auch mein Weg durch die Luft.
Der Dichter ist eine Art Seiltänzer; doch das Seil – eigentlich nur ein dünner Faden – holt er aus sich selbst. Er spinnt ihn nicht aus dem Geiste, sondern aus dem Leib – dort, wo das „Leben“ sitzt und die Räusche der Empfindung sich abspielen. Festgefügte, zum Teil exotische Reimschemata wie die Terzine, das Ghasel, die Stanze sollen dafür sorgen, dass der Balanceakt gelingt.
Die Aufgabe der Dichtung ist weder die objektivierende Weltbeschreibung von der sicheren Basis des Betrachters, wie im Bürgerlichen Realismus, noch das Sammeln subjektiver Eindrücke, das der literarische Impressionismus betreibt. Vielmehr ist „die Sprache selbst“ der Faden, auf den der Dichter tritt.
Wenige Zeit später reißt dieser aufs äußerste gespannte Faden, den der Dichter aus sich selbst spann. Am 18. Oktober 1902 erscheint Ein Brief („Chandos-Brief“) in der Berliner Literaturzeitschrift Der Tag. Der Text zeigt, aus welchen Zweifeln heraus Hofmannsthal die Poetologie seiner Jugend ablegt; eingekleidet in einen fiktiven Brief (vom 22. August 1603 von Philipp Lord Chandos an den Philosophen Francis Bacon) und somit an einen Adressaten, der nie antworten wird, spricht er sehr eloquent von der Unmöglichkeit des Sprechens:

„Es ist mir völlig die Fähigkeit abhanden gekommen, über irgend etwas zusammenhängend zu denken oder zu sprechen. (…) Ich empfand ein unerklärliches Unbehagen, die Worte ‚Geist‘, ‚Seele‘ oder ‚Körper‘ nur auszusprechen (…) die abstrakten Worte, deren sich doch die Zunge naturgemäß bedienen muß, um irgendwelches Urteil an den Tag zu geben, zerfielen mir im Munde wie modrige Pilze.“

Der Chandos-Brief markiert einen Bruch in Hofmannsthals Kunstkonzept. Im Rückblick erscheint das bisherige Leben als bruchlose Einheit von Sprache, „Leben“ und Ich. Nun aber kann das Leben nicht mehr durch Worte repräsentiert werden; es ist vielmehr direkt in den Dingen präsent:

„nämlich weil die Sprache, in welcher nicht nur zu schreiben, sondern auch zu denken mir vielleicht gegeben wäre, weder die lateinische noch die englische, noch die italienische oder spanische ist, sondern eine Sprache, in welcher die stummen Dinge zuweilen zu mir sprechen, und in welcher ich vielleicht einst im Grabe vor einem unbekannten Richter mich verantworten werde.“

Die „neue Sprache“ müsste unmittelbar sein, nicht vermittelt durch die Zeichen. Sie ist „Offenbarung“, nicht Rhetorik. Wie diese Forderung konkret erfüllt werden kann, sagt der Brief nicht; er endet mit dem Verstummen des Erzählers. Dennoch emanzipiert sich Hofmannsthal damit endgültig von Stefan George und vom Ästhetizismus.
Später findet Hofmannsthal zu einer Position, in der er sich mit der Sprache versöhnt; diese Auffassung ist aber speziell auf das Theater bezogen, zu dem er sich mehr und mehr hinwendet. Im Ungeschriebenen Nachwort zum „Rosenkavalier“ (1911) begreift er die Sprache (und zugleich die Musik) als „Fluidum“, „von dem alles Leben in die Gestalten überströmt“. Die Sprache, schreibt er in einem späteren Geleitwort zum Rosenkavalier, sei „wie alles in dem Stück – zugleich echt und erfunden (…), voll Anspielung, voll doppelter Bedeutung“ – eine „imaginäre“ Sprache, die zugleich den sozialen Stand und die Zeit charakterisiert.

„Dramatische Gebilde dieser großen simplen Art sind wahrhaftig aus dem Volk hervorgestiegen. Vor wen sollten sie als wiederum vor das Volk? (…) Wie aber, daß wir das Abgestorbene, das Unzeitgemäße vor sie gebracht hätten! Es wird in unserer Zeit gar zu viel Wesens gemacht von unserer Zeit. (…) Das Wohltuende für den Dichter liegt darin, unsäglich gebrochenen Zuständen ein ungebrochenes Weltverhältnis gegenüberzustellen, das doch in der innersten Wesenheit mit jenem identisch ist.“

Dichtung sollte nun zu einer neuen Aufgabe kommen: der „schöpferischen Restauration“ einer halb fiktiven aristokratischen Gesellschaft (Europäische Revue 1, 1925).

### Dramen

#### Mysterienspiele
Das Mysterienspiel entstammt eigentlich dem späten Mittelalter. Wieder aufgenommen wurde es in Goethes Faust; Hoffmann von Fallersleben und Karl Immermann setzten es im 19. Jahrhundert fort. Entscheidend waren Joseph von Eichendorffs Übertragungen der Mysterienspiele (auto sacramental) des Calderón de la Barca. Hier fand Hofmannsthal eine gültige Lösung des theologischen Problems des freien Willens, das sein gesamtes dramatisches Werk bestimmen sollte. Hofmannsthal sah die Form des Mysterienspiels als Möglichkeit, um demonstrativ zu den Wurzeln der deutschen Literatur zurückzukehren und zugleich das Publikum selbst wieder zum „deutschen Volk“ zu machen:

„Publikum ist schwankend, kurzsinnig und launisch; das Volk ist alt und weise, ein Riesenleib, der wohl die Nahrung kennt, die ihm bekommt. Es versteht und empfängt in einer großen Weise und teilt das Heiligste seines Besitzes den Einzelnen mit, die rein und bewußt aus ihm hervortreten.“

Die Gegenwart findet also erst in ihrer eigenen Projektion, im eigentlich Unzeitgemäßen, zu sich selbst. Das entscheidende Stilmittel ist dabei die Allegorie, denn sie kann „das zerfließende Weltwesen in solcher Art zu festen Gegensätzen (…) verdichten“ (Das alte Spiel von Jedermann, 1911). Deshalb wird die Allegorie zum zeitgemäßen Mittel, die wirre Welt der Gegenwart überhaupt erst wieder begreifbar zu machen.
Hofmannsthals große Mysterienspiele sind der Jedermann (1911) und Das Salzburger große Welttheater (1922). Der Jedermann ist seit 1920 das Markenzeichen der Salzburger Festspiele, Das Salzburger Große Welttheater wurde zwar von Max Reinhardt im Rahmen der Salzburger Festspiele uraufgeführt, hat sich aber nicht durchsetzen können.

#### Trauerspiel (1920–1927)
Das zentrale Werk der letzten Schaffensjahre war das Trauerspiel Der Turm, um dessen gültige Gestalt und bühnengerechte Form der Dichter in immer neuen Anläufen von Sommer 1920 bis Spätherbst 1927 gerungen hat. Mehrere Fassungen wurden zu Lebzeiten des Autors veröffentlicht. In den beiden zuerst veröffentlichten übergibt Sigismund die Herrschaft an einen – ein Friedensreich begründenden – mythischen Kinderkönig. In der dritten und letzten Fassung obsiegt am Schluss der Rebell Olivier, der Sigismund heimtückisch ermorden lässt und eine Gewaltherrschaft etabliert. Mit dem Trauerspiel unternimmt Hofmannsthal den Versuch, Aspekte der politischen und sozialen Wirklichkeit seiner Zeit dichterisch zu gestalten und zu deuten. Im Mittelpunkt des Werks, dem die Erfahrung des Ersten Weltkriegs zugrunde liegt, stehen der Konflikt von Geist und Macht und das Problem der legitimen Herrschaft. Eingebettet ist die Handlung in ein – zeitlich entrücktes – historisch-mythisches Geschehen. Dadurch gewinnt das Stück jene spezifische Form, die Hofmannsthal selbst vom „Überhistorischen dieses Trauerspiels“ hat sprechen lassen, von dem „zwischen einer Vergangenheit und einer Gegenwart Schwebenden“. Ausgangspunkt der Gestaltung ist Calderons Schauspiel Das Leben ein Traum, mit dem sich Hofmannsthal seit 1901 immer wieder beschäftigt hat. Die formalästhetische Konzeption des Dramas orientiert sich eher am Trauerspiel des Barock als an der klassischen Tragödie, worauf zuerst Walter Benjamin in einer Rezension hingewiesen hat.

#### Aufgabe des Theaters
Denn der wahre Wert des Theaters liegt in seiner Fähigkeit, jedem Menschen seine Position in der Welt und der Gesellschaft begreiflich zu machen:

„Das Theater übt auch am Größten, der mit ihm zu tun haben will, dieselbe unerbittliche und, wie ich glaube, großartig sittliche Zucht wie die Liebe, sie akzeptiert keine Sonderfälle; beide postulieren den Größten wie den Kleinsten vorerst als gesellige Person und dulden keine Würde; beide zeigen dem Individuum und dem Original die Grenze seines Hochmutes und seines Rechtes auf Eigenleben und machen ihn die heilsame Lehre begreifen, daß es gar nichts heißen will, in demjenigen besonders zu sein, worin man sich von der Menschheit unterscheidet, daß das einzige Kriterium der Größe in der Art und Mächtigkeit dessen liegt, was man mit der ganzen Menschheit teilt.“

Die Aufgabe des Theaters ist also, die Ordnung der Gesellschaft darzustellen und sie zugleich herzustellen: Weil das Individuum sich nicht über die Gesellschaft stellen darf, muss ihm das Theater seinen Platz zeigen.
„Gibt man sich mit dem Theater ab, es bleibt immer ein Politikum. Man handelt, indem man vor eine Menge tritt, denn man will auf sie wirken.“ (Das Spiel vor der Menge, 1911)
Über Hofmannsthals praktische Befähigung zu dem Medium Theater liegen kontroverse Auffassungen vor. Während Rolf Badenhausen in ihm den „idealen europäischen Theaterleiter der ersten Hälfte des 20. Jahrhunderts“ erkannt haben will, möchte Konstanze Heininger aus dessen Verbindung mit dem „Theatermacher Max Reinhardt“ folgern, dass „trotz aller programmatischer Fähigkeiten, über die Hofmannsthal gewiss verfügte, er den Anforderungen der praktischen Seite des Theaterbetriebs niemals gewachsen gewesen wäre“.

### Politische und staatsrechtliche Schriften
Hofmannsthals staatsrechtliche und politische Haltung war von Beginn an monarchistisch und konservativ. Die Donaumonarchie mit ihren alten, weitreichenden, völkerverbindenden und ausgleichenden Traditionen und ihrer katholischen Weltsicht zwischen irdischen Freuden und Gewissheit der Vergänglichkeit erschien ihm dabei besonders nach dem Ersten Weltkrieg als Erfüllung einer politischen Utopie.
Seine Haltung zur Donaumonarchie war allerdings schon vor dem Ersten Weltkrieg auch kritisch; zu deutlich standen aus seiner Sicht politische und moralische Probleme zur Lösung an. Während des Balkankrieges 1913, an dem Österreich-Ungarn zum Missfallen vieler, auch künstlerischer Zeitgenossen, nicht militärisch teilnahm, sondern nur Ultimaten stellte bzw. Interventionen androhte und dann „nur“ mobil machte, schrieb er:

„Ich habe das Vertrauen vor dem obersten Stand, dem hohen Adel, das ich hatte, das Zutrauen, er habe, gerade in Österreich, etwas zu geben und zu bedeuten, völlig verloren, und damit meine Achtung vor dem Stand als solchem (…) Aber ich gewahre nirgends den Stand, ja nicht einmal Elemente des Standes, welche diesen in der Führung ersetzen könnte.“

Von der Kriegsbegeisterung 1914 war auch Hofmannsthal ergriffen und der Sieg der Donaumonarchie schien ihm sicher.
Zugleich mit Friedrich Naumann entwickelte aber Hofmannsthal trotz aller Zweifel die Idee eines deutschsprachigen übernationalen Reichs, das die Völker des Donauraumes verbinden sollte um eine umfassende Vermittlerrolle (die „österreichische Idee“) zwischen der lateinischen, germanischen und slawischen Zivilisation zu leisten. Hofmannsthal sah zur Bewältigung dieser Probleme nur die Habsburgermonarchie als direkte Erbin des 1806 erloschenen Heiligen Römischen Reiches mit seiner unbestechlichen Bürokratie und weiten Wurzeln und Verbindungen befähigt. Immer mehr erkannte Hofmannsthal die positive Pluralität der Habsburgermonarchie gerade im Gegensatz zum Deutschen Kaiserreich und erwarb (auch über Hermann Bahr) großes Verständnis für die vielen Nationalitäten, insbesondere für die tschechisch-böhmische Kultur. Gleichzeitig bildeten sein literarisches Werk und seine politischen Äußerungen ein Plädoyer für eine „österreichische Identität“ und entwickelten sich seine Mitteleuropa-Überlegungen nach dem Ersten Weltkrieg hin zu einem Europa-Gedanken. Denn gemäß Hofmannsthal war das alte Reich (die Donaumonarchie) nichts anderes als ein „Europa im Kleinen“.
Hofmannsthal arbeitete weiters anhand der geschichtlichen Entwicklungen seit Prinz Eugen von Savoyen und Kaiserin Maria Theresia die Trennlinie zwischen Österreichern und Preußen heraus und entwickelte daraus das Leitbild des in Zentraleuropa lebenden „theresianischen Menschen“. Hofmannsthals „theresianischer Mensch“ ist dabei katholischer Paneuropäer, Diener Habsburgs bzw. der habsburgischen Idee und unbestechlicher übernationaler Mittler zwischen Sprachen und angestammten Ethnizitäten. Österreichs theresianische Mission bestand laut Hofmannsthal darin, neben der Anwendung des habsburgischen Grundsatzes „Leben und Leben lassen!“ auch die hyperprotestantische Strenge Preußens zu mildern. Dieser vom feinsinnigen Hofmannsthal geschichtlich beziehungsweise soziologisch in den Jahren um 1910 wahrgenommene „theresianische Mensch“ spiegelt sich im statistisch erst hundert Jahre später nachgewiesenen „Habsburger-Effekt“ wider. Claudio Magris hat diesbezüglich aus den Werken Hofmannsthals und Franz Grillparzers den „Habsburgermythos in der österreichischen Literatur“ herausgearbeitet. Nach der Niederlage von 1918 bekräftigte Hofmannsthal die andauernde und nun besonders notwendige Mission des „theresianischen Menschen“ als Miterben des Heiligen Römischen Reiches bzw. der Donaumonarchie zur weiteren Vermittlung zwischen den europäischen Ethnizitäten durch die Anwendung ritterlicher paneuropäischer habsburgischer Werte. Dieser Vision entsprechend hat Hofmannsthal die Salzburger Festspiele 1920 mitbegründet.
Ab seiner Berufung ins Reichsfürsorgeministerium nach Beginn des Ersten Weltkrieges begann Hofmannsthal – darin bei weitem nicht der einzige Intellektuelle – offen in Zeitungen politisch zu agitieren, zumeist in der Neuen Freien Presse, dem Blatt der bürgerlich-liberalen Elite Österreichs. Handelte es sich um rein politische Propaganda, wäre sie literaturhistorisch eher uninteressant; Hofmannsthal spricht aber immer zugleich auch über die Rolle der Dichtung und des Geistes.
In seinem ersten Leitartikel Appell an die oberen Stände (8. September 1914) schrieb er: „Das Ungeheure betäubt jeden Geist, aber es ist in der Gewalt des Geistes, diese Lähmung wieder von sich abzuschütteln. (…) Aber jetzt gilt es weiterzuleben, während dies Ungeheure um uns sich vollzieht. Es gilt, zu leben, als ob ein Tag wie alle Tage wäre.“ Die Pflicht der oberen Schichten sei es, „zu leben und leben zu lassen. (…) Nur sehr bedingt ist jetzt das Verkleinern des Hausstandes anzuempfehlen, nur sehr bedingt der Verzicht auf das Überflüssige. (…) Ostentation, sonst so abstoßend, jetzt wird sie hoher Anstand.“ Die Aufrechterhaltung der sozialen Ordnung, sonst nur „leeres Getue“, sei nun die höchste Pflicht. Der Krieg war für Hofmannsthal zu Beginn Erneuerung und Belebung der ermatteten Monarchie:

„Geist und Sittlichkeit (…) greifen um sich und die Stimmung hinter dieser Armee hat etwas morgendlich Mutiges, etwas nicht völlig nur Europäisches, sondern darüber hinaus, etwas in hohem Sinn Koloniales, mit dem Hauch der Zukunft Trächtiges.“

Der Krieg erschien ihm als Beginn einer neuen Epoche, einer „gewaltigen geistigen Umwälzung“. Entstehen sollte ein „neues Europa“, in dem eine neue Autorität des Geistes, neue Ehrfurcht vor „Geist und geistiger Leidenschaft“ auferstehen sollten (Krieg und Kultur, 1915).
Sein Ideal war eine politische Einheit, die zugleich geistige Einheit sein sollte. Dieses Ideal änderte Hofmannsthal auch nach dem Krieg nicht, aber notgedrungen musste er die Hoffnungen in seine Erfüllung den Umständen anpassen. Seine ständegesellschaftlichen Vorstellungen waren in der Donaumonarchie bereits erfüllt gewesen; mit deren Ende verlor Hofmannsthal diesen Anker. Eine neue Einheit, eine neue Nation musste gefunden werden. Mit diesen Überlegungen befand er sich mitten in einer geistigen Strömung seiner Zeit, der Konservativen Revolution.
Im Gegensatz zu anderen Entwürfen war sein politisches Modell jedoch nicht von mythisch-biologistischen Begriffen wie „Blut“, „Rasse“ oder „Volk“ geprägt; der Verehrer des Vielvölkerstaats Österreich-Ungarn hatte auf solche Entwürfe nie Wert gelegt. Sein Ideal war das „Deutsche“, verstanden als „geistiger Raum der Nation“. Dass Hofmannsthal als Österreicher vom „Deutschen“ spricht, muss hier nur oberflächlich irritieren. Gemeint ist die Einheit der Nation nicht als Territorium (Deutschland), sondern durch die Sprache und insbesondere durch die Literatur. Gestiftet werden sollte dieses „Reich“ durch die Dichter: „Alles im äußeren Zerklüftete muß hineingerissen werden ins eigene Innere und dort in eines gedichtet werden, damit außen Einheit werde, denn nur dem in sich Ganzen wird äußere Einheit“, wie er in der Schrifttumsrede formulierte.
Hatte Friedrich Schlegel vom hohen Rang der Sprache gesprochen, von ihrer Einheit, die „das innigste und natürlichste Verbindungsmittel“ sei und mit der „Gleichheit der Sitten“ die Nation zusammenhalte, betrachtete auch Hofmannsthal sie als wesentliches Bindeglied der Nation. Nachdem die anderen Bande (der Geselligkeit) zerrissen seien und selbst die Religion nicht mehr zusammenführe, sei es nur die Sprache der Literatur, in der man die Nation wiederfinden könne, ein Gedanke, der seinen Aufsatz Wert und Ehre deutscher Sprache durchzieht. Aus der Sprache „blicke noch aus dunklem Spiegelgrund das rätselhafte Nationalgesicht hervor.“
Die Deutschen hätten im Gegensatz zu anderen Völkern nicht die zusammenhaltende Geschichte, denn bis ins sechzehnte Jahrhundert gebe es keine „gemeinsamen Taten und Leiden; und auch das Geistige, das hinter den Leiden“ stehe, verbinde nicht. So betrachtete es Hofmannsthal als seine Aufgabe, die Sprache als geistige Verbindung, den eigentlichen geistigen Leib der Nation, sichtbar zu machen und zu bewahren.
Aus dieser politischen Haltung heraus lässt sich auch begründen, warum viele seiner Dramen und Komödien die Ehe verteidigen und die soziale Hierarchie – mag sie auch, wie im Unbestechlichen (1923), vorübergehend umgedreht sein – letztlich im Metaphysischen verankern. Das Chaos, das in seinen Komödien gestiftet wird, dient oft dazu, Ausschweifende in die Schranken zu weisen und die Ordnung der Welt wiederherzustellen. Wo diese Haltung nicht im Stück selbst vertreten wird, gibt es doch immer einzelne Figuren, die – so fragwürdig ihre Handlungen sind – auf der Ordnung beharren.

### Beziehung zu Stefan George

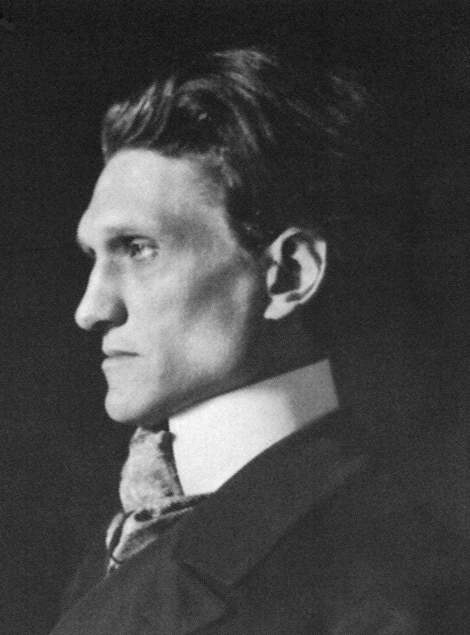
Stefan George 1910

Hofmannsthals Begegnung mit dem sechs Jahre älteren Stefan George in Wien im Jahr 1891 blieb für ihn von dauerhafter Bedeutung. George studierte in Wien Romanistik und war eben aus Paris zurückgekehrt; der gerade 18-jährige Hofmannsthal sprach ihn im Wiener Café Griensteidl an, einem der Treffpunkte der literarischen Jugend.
Die Begegnung mit dem berühmten George schüchterte ihn ein und nahm ihn emotional gefangen. Unter dem Titel „Der Prophet (Eine Episode)“ notierte er die Ereignisse der folgenden Wochen in sein Tagebuch. George holte seinen jüngeren Verehrer täglich von der Schule ab und führte mit ihm Gespräche über gelehrte Gegenstände. Hofmannsthal schrieb ihm Gedichte und widmete ihm ein Theaterstück (Der Tod des Tizian, 1892):
Da schreckt mich auf ein leises, leichtes Gehen,

Und aus dem Erker tritt mein Freund, der Dichter.

Und küßt mich seltsam lächelnd auf die Stirn

Und sagt, und beinah ernst ist seine Stimme:

„Schauspieler deiner selbstgeschaffenen Träume,

Ich weiß, mein Freund, daß sie dich Lügner nennen

Und dich verachten, die dich nicht verstehen,

Doch ich versteh dich, o mein Zwillingsbruder.“

Und seltsam lächelnd ging er leise fort,

Und später hat er mir sein Stück geschenkt.
In Georges Zeitschrift Blätter für die Kunst durfte Hofmannsthal seine Gedichte und literaturkritischen Essays und Rezensionen veröffentlichen.
George war von Anfang an fordernd und autoritär; er verlangte von Hofmannsthal bedingungslose Hingabe. Georges erotisches Begehren mag eine Rolle gespielt haben; mehr noch seine Vorstellung von Freundschaft, die Dienst und freiwillige Unterwerfung sein sollte. Hofmannsthal fand sich zwischen Abneigung und Unterwerfung hin- und hergerissen. Sein Studienfreund Leopold Andrian behauptete später, Hofmannsthal selbst sei bisexuell gewesen und habe durch Selbstdisziplin sein homosexuelles Begehren nur unterdrückt.
Die wichtigsten Differenzen waren jedoch künstlerischer Natur. George ließ nur formal strenge Lyrik als Kunst gelten, die einem elitären Kreis von ausgesuchten Zuhörern vorbehalten war; Hofmannsthal dagegen suchte das Publikum und begann bald, das populäre Medium des Dramas für sich zu entdecken. Die zunehmende Eigenständigkeit Hofmannsthals empörte George, der im Leben wie in der Dichtung Unterordnung und formale Strenge forderte. George beharrte darauf, dass Dichtung das Leben negiere, dem Leben gegenüber abgeschlossen sein sollte; Hofmannsthal suchte nach Wegen, Dichtung und Leben in einem Wechselverhältnis zu erfassen.
Dennoch führten sie bis 1899 einen intensiven Briefwechsel, aneinander gekettet durch die Isolation ihrer avantgardistischen Haltung. Hofmannsthal schreibt an George: „wie vereinsamt wir in Deutschland sind und wie im tiefsten auf einander hingewiesen“. Die Streitpunkte waren unversöhnlich, so dass ab 1899 ihr Kontakt ganz abbrach. Hofmannsthals dramatischer Entwurf zum Jedermann von 1905 enthält eine Abrechnung mit dem Freund: „Nie wieder dein Aug in meinem, deine Antwort auf meine Frage. Nie wieder! (…) Zwischen uns ist Hurerei und Scheißdreck. Es war Narretei, ein ödes Hin- und Herzappeln. Eine Sache wie Leichenschändung.“ Zum Schluss des Dialogs überreicht Jedermann seinem Freund eine durchschnittene Laute.
Die Versöhnung nach einem zufälligen Treffen war von kurzer Dauer. Im März 1906, nach heftigem Streit über Hofmannsthals jüngste Dramen, beendete George die Freundschaft; sie trafen sich danach nie wieder.

### Zusammenarbeit mit Richard Strauss

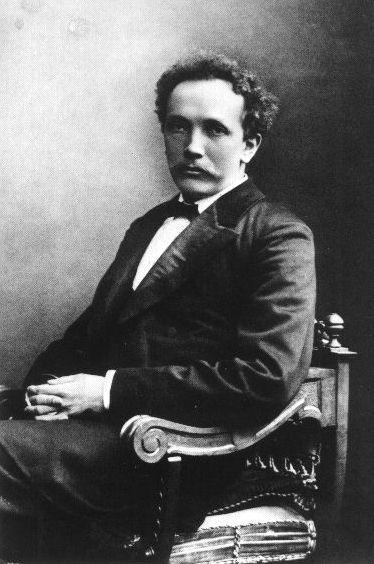
Richard Strauss

Im Jahr 1899 lernte Hofmannsthal bei einer Gesellschaft im Haus des Berliner Dichters Richard Dehmel den damals 35-jährigen Kapellmeister und Komponisten Richard Strauss kennen. Bei einer erneuten Begegnung in Paris schlug ihm Hofmannsthal vor, gemeinsam ein Ballett zu produzieren; Hofmannsthals Entwurf Der Triumph der Zeit begeisterte Strauss jedoch wenig. Auch Gustav Mahler, dem er es anbot, zweifelte an der theatralischen Qualität des Werkes. Erst der Komponist Alexander von Zemlinsky willigte ein, es auf die Bühne zu bringen.
Nachdem Strauss aber 1903 die Aufführung von Hofmannsthals Theaterstück Elektra in Berlin gesehen hatte, regte er eine Zusammenarbeit an. Hofmannsthal schrieb daraufhin für Strauss auf Basis seines Stückes das Libretto zu dessen Oper Elektra, die 1909 uraufgeführt wurde (zur Entstehungsgeschichte siehe dort). Es folgten Der Rosenkavalier (1911) und Ariadne auf Naxos (1912), sowie in der Nachkriegszeit Die Frau ohne Schatten (1919), Die ägyptische Helena (1928) und Arabella (1933).
Ihr menschliches Verhältnis war auf Grund der harschen und fordernden Art und gewisser literarischer Unzulänglichkeiten des Komponisten auf der einen und des literarischen Anspruchs des feinsinnigen und hochgebildeten Dichters auf der anderen Seite nicht konfliktfrei. So führten der kultivierte Geschmack und die vornehme Gesinnung von Hofmannsthal zu gelegentlichen Kontroversen und Missverständnissen, wie dem informativen Briefwechsel der beiden zu entnehmen ist. In einem Brief vom 9. Oktober 1912 etwa schrieb der verärgerte Hofmannsthal über den „provinziellen Blödsinn“ eines geplanten Banketts, das nach der Aufführung der Ariadne stattfinden sollte und an dem sich jedermann für 10 Mark beteiligen konnte, unter anderem: „Ich meinerseits weigere mich schon heute, einen Abend, an den die Erinnerung mir kostbar sein soll, in der Intimität von Zeitungsschmierern und Stuttgarter Spießbürgern zuzubringen, die Ihnen und mir beim Champagner das Du antragen.“
Ihre künstlerische Zusammenarbeit war jedoch so fruchtbar und erfolgreich wie nur wenige in der Operngeschichte. Hofmannsthal legte Wert darauf, dass bei der Betrachtung das Werk im Vordergrund stehen sollte: „Ein Werk ist ein Ganzes und auch zweier Menschen Werk kann ein Ganzes werden. Vieles ist den Gleichzeitig-Lebenden gemeinsam, auch vom Eigensten. Fäden laufen hin und wider, verwandte Elemente laufen zusammen. Wer sondert, wird unrecht tun. (…) Die Musik soll nicht vom Text gerissen werden, das Wort nicht vom belebten Bild.“
Hofmannsthal und Strauss bemühten sich zusammen mit dem Theatermacher Max Reinhardt und dem Operndirektor Franz Schalk ab 1917 um die Einrichtung eines jährlichen Theater- und Opernfestspiels. 1920 konnten die Salzburger Festspiele zum ersten Mal stattfinden. Hofmannsthals Jedermann unter Reinhardts Regie eröffnete die ersten Festspiele, wurde dann auch 1921 und wird seit 1926 jedes Jahr – allerdings nicht zwischen 1938 und 1945 – dort gespielt. 1945 wurde Hofmannsthals Der Tor und der Tod anstelle des Jedermann gezeigt.
Als Bühnenbildner beschäftigte Hugo von Hofmannsthal anfangs einen Freund aus Wien, nach enttäuschenden Ergebnissen beauftragte er ab 1920 Panos Aravantinos, der zuvor schon für Richard Strauss gearbeitet hatte.

### Nachlass
Ein Teil des schriftstellerischen Nachlasses von Hugo von Hofmannsthal liegt im Deutschen Literaturarchiv Marbach. Im Marbacher Literaturmuseum der Moderne sind Dokumente aus seinem Nachlass in der Dauerausstellung zu sehen.

## Werke (Auswahl)

20-Schilling-Münze (1999)

UA = Uraufführung; EA = Erstausgabe. Die Jahreszahlen bezeichnen jeweils das Jahr der Erstausgabe, soweit nicht anders angegeben.

### Dramen

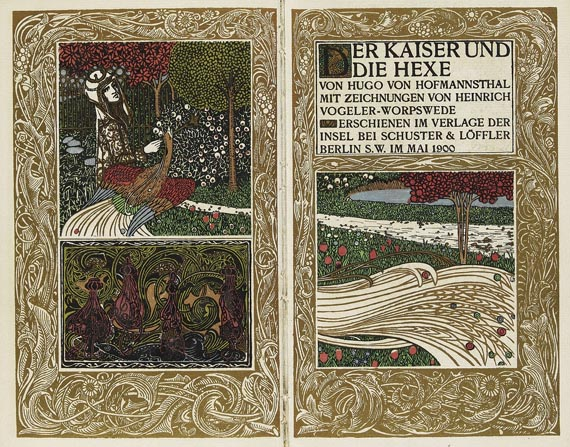
Der Kaiser und die Hexe, illustriert von Heinrich Vogeler, 1900

- Gestern. 1891. EA Wien (Verlag der Modernen Rundschau) 1891 (unter dem Pseudonym Theophil Morren). UA (Leseaufführung) 25. März 1928 Wien (Die Komödie)
- Der Tod des Tizian

- Erste Fassung (Bruchstück) 1892
- Neubearbeitung (Dramatisches Fragment) 1901. EA Berlin (Verlag der Insel bei Schuster und Loeffler) 1901; UA 14. Februar 1901 München (Künstlerhaus; als Totenfeier für Arnold Böcklin)

- Ascanio und Gioconda (Fragment). 1892
- Idylle. 1893. UA 1898 München(?)
- Der Tor und der Tod. März/April 1893. UA 13. November 1898 München (Theater am Gärtnerplatz; Regie: Ludwig Ganghofer; mit Max Bayrhammer [Claudio])
- Alkestis. 1893/1894. EA Leipzig (Insel) 1911. UA 14. April 1916 München (Kammerspiele)
- Was die Braut geträumt hat. 1896. UA 15. Januar 1897 Wien (privat)
- Die Frau im Fenster. 1897. UA 15. Mai 1898 Berlin (Freie Bühne, Deutsches Theater; unter dem Titel Madonna Dianora, eine Ballade dramatisiert; Dramaturgie: Otto Brahm)
- Das kleine Welttheater. 1897. EA Leipzig (Insel) 1903. UA 6. Oktober 1929 München (Residenztheater)
- Die Hochzeit der Sobeide. 1897. UA 18. März 1899 Berlin (Deutsches Theater; Dramaturgie: Otto Brahm) und Wien (Burgtheater)
- Der weiße Fächer. September 1897. EA Leipzig (Insel) 1907, mit Holzschnitten von Edward Gordon Craig. UA 6. Mai 1927 Wien (Akademietheater)
- Der Kaiser und die Hexe. November/Dezember 1897. EA Berlin (Verlag der Insel bei Schuster und Loeffler) 1900. UA 16. Dezember 1926 Wien (Urania)
- Der Abenteurer und die Sängerin. 1898. UA 18. März 1899 Berlin (Deutsches Theater; Dramaturgie: Otto Brahm) und Wien (Burgtheater)
- Das Bergwerk zu Falun. 1899. EA Wien (Bibliophilen-Gesellschaft) 1933. UA 4. März 1949 Konstanz (Deutsches Theater)
- Elektra. September 1901 bis September 1903. EA Berlin (Fischer) 1904. UA 30. Oktober 1903 Berlin (Kleines Theater; Regie: Max Reinhardt; mit Gertrud Eysoldt [Elektra])
- Das gerettete Venedig. August 1902 bis Juli 1904. EA Berlin (Fischer) 1905. UA 21. Januar 1905 Berlin (Lessingtheater; Dramaturgie: Otto Brahm)
- Ödipus und die Sphinx. Juli 1903 bis Dezember 1905. EA Berlin (Fischer) 1906. UA 2. Februar 1906 Berlin (Deutsches Theater; Regie: Max Reinhardt)
- König Ödipus (nach Sophokles). 1905. UA 25. September 1910 München (Neue Musikfesthalle; Regie: Max Reinhardt)
- Cristinas Heimreise. Juli 1907 bis Dezember 1909. EA Berlin (Fischer) 1910. UA 11. Februar 1910 Berlin (Deutsches Theater; Regie: Max Reinhardt)
- Die Heirat wider Willen (nach Molière). UA 20. September 1910 München (Künstler-Theater; Regie: Max Reinhardt)
- Jedermann. April 1903 bis September 1911. EA Berlin (Fischer) 1911 (Digitalisat). UA 1. Dezember 1911 Berlin (Zirkus Schumann; Regie: Max Reinhardt; Bühnenbild: Alfred Roller; mit Alexander Moissi [Jedermann], Eduard von Winterstein [Guter Gesell], Gertrud Eysoldt [Gute Werke]); in neuer Fassung 12. August 1920 Salzburg (Domplatz)
- Die Lästigen. Komödie in einem Akt nach Molière. UA 26. April 1917 Berlin (Deutsches Theater; Regie: Max Reinhardt)
- Dame Kobold (frei nach Calderón). 1918. UA 3. April 1920 Berlin (Deutsches Theater; Regie: Max Reinhardt)
- Der Schwierige. Juni 1910 bis November 1919. EA Berlin (Fischer) 1921. UA 7. November 1921 München (Residenztheater; Regie: Kurt Stieler)
- Das Salzburger große Welttheater. September 1919 bis Juni 1922. UA 12. August 1922 Salzburg (Kollegienkirche; Regie: Max Reinhardt)
- Der Unbestechliche. Mai bis Oktober 1922. UA 1923 Wien (Raimundtheater; Regie: Max Reinhardt; mit Max Pallenberg). EA Frankfurt (Fischer) 1956
- Der Turm

- Erste Fassung Oktober 1918 bis Oktober 1924. EA München (Verlag der Bremer Presse) 1925. UA 10. Juni 1948 Wien (Akademietheater)
- Neue Fassung 1926. EA Berlin (Fischer) 1927. UA 4. Dezember 1928 München (Prinzregententheater; Regie: Kurt Stieler)

### Libretti
- Elektra. Oper (in einem Akt). Musik: Richard Strauss. EA Berlin (Fürstner) 1908. UA 25. Januar 1909 Dresden (Königliches Opernhaus)
- Der Rosenkavalier. Komödie für Musik (in drei Akten). 1909/1910. Musik: Richard Strauss. EA Berlin (Fischer) 1911. UA 26. Januar 1911 Dresden (Königliches Opernhaus; Regie: Max Reinhardt)
- Ariadne auf Naxos. Musik: Richard Strauss

- Erste Fassung 1911. UA 25. Oktober 1912 Stuttgart (Königliches Hoftheater, Kleines Haus; Regie: Max Reinhardt)
- Zweite Fassung 1913: Oper in einem Aufzuge nebst einem Vorspiel. EA Berlin (Fürstner) 1916. UA 4. Oktober 1916 Wien (Hof-Operntheater)

- Josephs Legende. Pantomime. 1912. Musik: Richard Strauss. UA 14. Mai 1914 Paris (Opéra; Ballets Russes, mit Léonide Massine [Joseph])
- Die Frau ohne Schatten. Oper in drei Akten. 1913 bis 1915. Musik: Richard Strauss. EA Berlin (Fürstner) 1919. UA 10. Oktober 1919 Wien (Staatsoper)
- Die ägyptische Helena. Oper in zwei Aufzügen. 1923 bis 1926. Musik: Richard Strauss. EA Leipzig (Mainzer Presse im Insel-Verlag) 1928. UA 6. Juni 1928 Dresden (Staatsoper)
- Arabella. Lyrische Komödie in drei Aufzügen. 1927 bis 1929. Musik: Richard Strauss. EA Berlin (Fürstner) 1933. UA 1. Juli 1933 Dresden (Staatsoper)

### Erzählungen und erfundene Gespräche
- 1895: Das Märchen der 672. Nacht
- 1899: Reitergeschichte
- 1900: Erlebnis des Marschalls von Bassompierre
- 1902: Ein Brief (Brief des Lord Chandos an Francis Bacon)
- 1907: Die Wege und die Begegnungen
- 1907–1908: Die Briefe des Zurückgekehrten
- 1910: Lucidor. Figuren zu einer ungeschriebenen Komödie
- 1911: Das fremde Mädchen (verfilmt im Jahr 1913)
- 1915: BİLDER (Jan van Eyck)
- 1919: Die Frau ohne Schatten (Erzählung)
- 1925: Reise im nördlichen Afrika

### Romanfragment
- 1932: Andreas oder Die Vereinigten (postum)

### Aufsätze, Reden und Prosastücke
- 1891: Zur Physiologie der modernen Liebe
- 1896: Poesie und Leben (Erstdruck)
- 1904: Über Gedichte (Erstdruck)
- 1907: Der Dichter und diese Zeit
- 1914: Appell an die oberen Stände
- 1915: Krieg und Kultur
- 1915: Wir Österreicher und Deutschland
- 1916: Österreich im Spiegel seiner Dichtung
- 1917: Augenblicke in Griechenland
- 1917: Preuße und Österreicher
- 1917: Die Idee Europa
- 1921: Drei kleine Betrachtungen[38]
- 1922: Gedichte
- 1922: Buch der Freunde, Aphorismen
- 1922–1927: Neue Deutsche Beiträge
- 1926: Früheste Prosastücke
- 1927: Wert und Ehre deutscher Sprache
- 1927: Das Schrifttum als geistiger Raum der Nation (Digitalisat)

### Gedichte
- 1890: Siehst du die Stadt? (Gedicht)
- 1893: Spaziergang
- 1894: Ballade des äusseren Lebens
- 1894: Gedichte in Terzinen
- 1896: Traum von großer Magie (Erstdruck)
- 1896: Die beiden
- 1922: Vorfrühling (Teil eines Gedichtbandes)
- 1922: Gedichte (Digitalisat)

### Briefe
Neben lyrischen, theatralischen und Werken höchsten prosaischen Inhaltes ist eine umfangreiche Korrespondenz Hofmannsthals in Höhe von etwa 9.500 Schreiben an nahezu 1.000 verschiedene Adressaten überliefert. Einen chronologischen Überblick bietet:
- Hugo von Hofmannsthal: Brief-Chronik.  Hrsg. von Martin E. Schmid unter Mitarbeit von Regula Hauser und Severin Perrig. Red. Jilline Bornand. Winter, Heidelberg 2003.

#### Ausgaben (Auswahl)
- Leopold Andrian: Leopold von Andrian und Hugo von Hofmannsthal: Briefwechsel. Herausgegeben von Walter Hermann Perl. Verlag S. Fischer. Frankfurt Main 1968. 526 S.
- Edgar Karg von Bebenburg: Edgar Karg von Bebenburg und Hugo von Hofmannsthal: Briefwechsel. Herausgegeben von Mary Enole Gilbert. Verlag S. Fischer. Frankfurt Main 1966. 256 S.
- Richard Beer-Hofmann: Richard Beer-Hofmann und Hugo von Hofmannsthal: Briefwechsel. Herausgegeben von Eugene Weber. Verlag S. Fischer. Frankfurt Main 1972.
- Rudolf Borchardt: Rudolf Borchardt und Hugo von Hofmannsthal: Briefwechsel. Herausgegeben von Marie Louise Borchardt und Herbert Steiner. Verlag S. Fischer, Frankfurt Main 1954, 244 S.
- Walther Brecht: Walther Brecht und Hugo von Hofmannsthal: Briefwechsel. Mit Briefen Hugos von Hofmannsthal an Erike Brecht. Marbacher Wissenschaftsgeschichte. Bd. 6. Herausgegeben von Christoph König. Verlag Wallstein. Göttingen 2005.
- Carl Jacob Burckhardt: Carl Jacob Burckhardt und Hugo von Hofmannsthal: Briefwechsel. Herausgegeben von Carl Jacob Burckhardt. Verlag S. Fischer. Frankfurt Main 1956. 340 S.
- Ottonie Gräfin Degenfeld:
  - Ottonie Gräfin Degenfeld, Hugo von Hofmannsthal und Julie Freifrau von Wendelstadt: Briefwechsel. 2., verbesserte und erweiterte Auflage 1986. Herausgegeben von Marie Therese Miller-Degenfeld. Unter Mitwirkung von Eugene Weber. Verlag S. Fischer. Frankfurt Main 1986.
  - Ottonie Gräfin Degenfeld und Hugo von Hofmannsthal: Briefwechsel. Herausgegeben von Marie Therese Miller-Degenfeld. Unter Mitwirkung von Eugene Weber. Eingeleitet von Theodora von der Mühll. Verlag S. Fischer. Frankfurt Main 1974.
- Clemens von Franckenstein: Hugo von Hofmannsthal: Briefwechsel mit Clemens von Franckenstein. 1894–1928. Herausgegeben von Ulrike Landfester. Verlag Heinrich Rombach. Freiburg Breisgau 1998.
- Stefan George
  - Briefwechsel zwischen George und Hofmannsthal. 2., ergänzte Auflage 1953. Herausgegeben von Robert Boehringer. Verlag Helmut Küpper. München 1953. 272 S.
  - Briefwechsel zwischen George und Hofmannsthal. Herausgegeben von Robert Boehringer. Verlag Georg Bondi. Berlin 1938. 262 S.
- Marie von Gomperz: Hugo von Hofmannsthal: Briefwechsel mit Marie von Gomperz. 1892–1916. Herausgegeben von Ulrike Tanzer. Verlag Heinrich Rombach. Freiburg Breisgau 2001.
- Willy Haas: Willy Haas und Hugo von Hofmannsthal: Ein Briefwechsel. Hamburg 1968. 112 S.
- Marie Herzfeld: Hugo von Hofmannsthal: Briefe an Marie Herzfeld. Herausgegeben von Horst Weber. Verlag Lothar Stiehm. Heidelberg 1966. 88 S.
- Alfred Walter Heymel: Hugo von Hofmannsthal: Briefwechsel mit Alfred Walter Heymel. 1900–1914. Herausgegeben von Werner Volke. Verlag Heinrich Rombach. Freiburg Breisgau 1998.
- Harry Graf Kessler: Hugo von Hofmannsthal und Harry Graf Kessler: Briefwechsel. 1898–1929. Herausgegeben von Hilde Burger. Insel-Verlag. Frankfurt Main 1968. 604 S.
- Julius Meier-Graefe: Hugo von Hofmannsthal: Briefwechsel mit Julius Meier-Graefe. 1905–1929. Herausgegeben von Ursula Renner. Verlag Heinrich Rombach. Freiburg Breisgau 1998.
- Max Mell: Hugo von Hofmannsthal und Max Mell: Briefwechsel. 1907–1929. Mit einem Anhang: Max Mell über Hugo von Hofmannsthal. Herausgegeben von Margret Dietrich und Heinz Kindermann. Verlag Lambert Schneider. Heidelberg 1982.
- Helene von Nostitz: Hugo von Hofmannsthal und Helene von Nostitz: Briefwechsel. Herausgegeben von Oswalt von Nostitz. Verlag S. Fischer. Frankfurt Main 1965. 212 S.
- Rudolf Pannwitz: Hugo von Hofmannsthal und Rudolf Pannwitz: Briefwechsel. 1907–1926. Mit einem Essay von Erwin Jaeckle. In Verbindung mit dem Deutschen Literaturarchiv Marbach herausgegeben von Gerhard Schuster. Verlag S. Fischer. Frankfurt Main 1993.
- Josef Redlich: Hugo von Hofmannsthal und Josef Redlich: Briefwechsel. Herausgegeben von Helga Fußgänger. Verlag S. Fischer. Frankfurt Main 1971. XVI, 260 S.
- Rainer Maria Rilke: Hugo von Hofmannsthal und Rainer Maria Rilke: Briefwechsel. 1899–1925. Herausgegeben von Rudolf Hirsch und Ingeborg Schnack. Insel-Verlag. Frankfurt Main 1978.
- Arthur Schnitzler:
  - Arthur Schnitzler: Briefwechsel mit Autorinnen und Autoren. Digitale Edition. Hg. Martin Anton Müller, Gerd Hermann Susen und Laura Untner, online (Abfrage 2023-6-1)
  - Hugo von Hofmannsthal und Arthur Schnitzler: Briefwechsel. Herausgegeben von Therese Nickl und Heinrich Schnitzler. Verlag S. Fischer. Frankfurt Main 1964. 412 S.
- Richard Strauss:
  - „Mit dir keine Oper zu lang…“ – Briefwechsel: Hugo von Hofmannsthal, Richard Strauss, Alfred Roller. Hrsg. Ursula Renner und Christiane Mühlegger-Henhapel. Benevento, Elsbethen (Salzburg) 2021, ISBN 978-3-7109-0127-0.
  - Hugo von Hofmannsthal und Richard Strauß: Briefwechsel. Gesamtausgabe. Bearbeitet von Willi Schuh. Herausgegeben von Franz und Alice Strauß. Atlantis-Verlag. Zürich 1952. 728 S.
    - Hugo von Hofmannsthal und Richard Strauß: Briefwechsel. Gesamtausgabe. Erweiterte Neuauflage 1954. Bearbeitet von Willi Schuh. Herausgegeben von Franz und Alice Strauß. Atlantis-Verlag. Zürich (Schweiz) 1954. 652 S.
    - Hugo von Hofmannsthal und Richard Strauß: Briefwechsel. Gesamtausgabe. 3., erweiterte Auflage 1964. Bearbeitet von Willi Schuh. Herausgegeben von Franz und Alice Strauß. Atlantis-Verlag. Zürich (Schweiz) 1964. 736 S.
    - Hugo von Hofmannsthal und Richard Strauß: Briefwechsel. Gesamtausgabe. 4., ergänzte Auflage 1970. Im Auftrage von Franz und Alice Strauß herausgegeben von Willi Schuh. Atlantis-Verlag. Zürich (Schweiz) 1970. 744 S.
    - Hugo von Hofmannsthal und Richard Strauß: Briefwechsel. Gesamtausgabe. 5. Auflage 1978. Herausgegeben von Willi Schuh. Atlantis-Verlag. Zürich (Schweiz) 1978.

  - Richard Strauß: Briefwechsel mit Hugo von Hofmannsthal. Verlag Paul Zsolnay. Berlin 1926. 402 S.
- Christiane Gräfin Thun-Salm: Hugo von Hofmannsthal und Christiane Gräfin Thun-Salm: Briefwechsel. Mit Briefen Hofmannsthals an Paul Graf Thun-Hohenstein. Herausgegeben von Ranate Moering. Verlag S. Fischer. Frankfurt Main 1999.
- Anton Wildgans:
  - Hugo von Hofmannsthal und Anton Wildgans: Briefwechsel. Neuausgabe 1971. Herausgegeben und kommentiert von Norbert Altenhofer. Verlag Lothar Stiehm. Heidelberg 1971. [Auch in: Hofmannsthal-Blätter. Band 2. 1971.]
  - Der Briefwechsel Hofmannsthals mit Wildgans. Herausgegeben von Joseph A. Bradish. Ergänzter und verbesserter Neudruck 1935. Veröffentlichungen des Verbandes deutscher Schriftsteller und Literaturfreunde in New York. Wissenschaftliche Folge. Bd. 3. Zürich 1935. 68 S.
- Paul Zifferer: Hugo von Hofmannsthal und Paul Zifferer: Briefwechsel. Herausgegeben von Hilde Burger. Wien (Österreich) 1983.

#### Verlagskorrespondenz
- Insel-Verlag: Hugo von Hofmannsthal: Briefwechsel mit dem Insel-Verlag. 1901–1929. Herausgegeben von Gerhard Schuster. Frankfurt Main 1985.
- S. Fischer Verlag: Hugo von Hofmannsthal: Briefwechsel mit Oscar Bie, Moritz Heimann, Hedwig und S. Fischer und Max Rychner. Almanach des S.-Fischer-Verlages. Band 87. Verlag S. Fischer. Frankfurt Main 1973.

### Werkausgaben
- 1924: Gesammelte Werke, 6 Bände. Berlin: S. Fischer
- 1945–1959: Gesammelte Werke in Einzelausgaben. 15 Bände, hrsg. von Herbert Steiner. Bermann-Fischer, Stockholm/S. Fischer, Frankfurt a. M.
- seit 1975: Sämtliche Werke: Kritische Ausgabe, hrsg. von Rudolf Hirsch u. a., 42 Bände. S. Fischer, Frankfurt a. M. (41 Bände sind bis 2017 erschienen)
- 1979: Gesammelte Werke. 10 Bde., hrsg. von Bernd Schoeller. Fischer Taschenbuch Verlag, Frankfurt a. M.
- 2000; Werke in zehn Bänden, hrsg. von Lorenz Jäger. Fischer Taschenbuch Verlag, Frankfurt a. M.

### Herausgeber
- 1912: Deutsche Erzähler (Insel Verlag)
- 1915/1917: Österreichische Bibliothek
- 1922/1923: Deutsches Lesebuch. (Verlag der Bremer Presse)
- 1923: Deutsche Epigramme. (Verlag der Bremer Presse)
- 1927: Wert und Ehre deutscher Sprache. (Verlag der Bremer Presse)

## Ergänzende Texte
- Stefan George: Über Dichtung. 1894.

## Gedenken

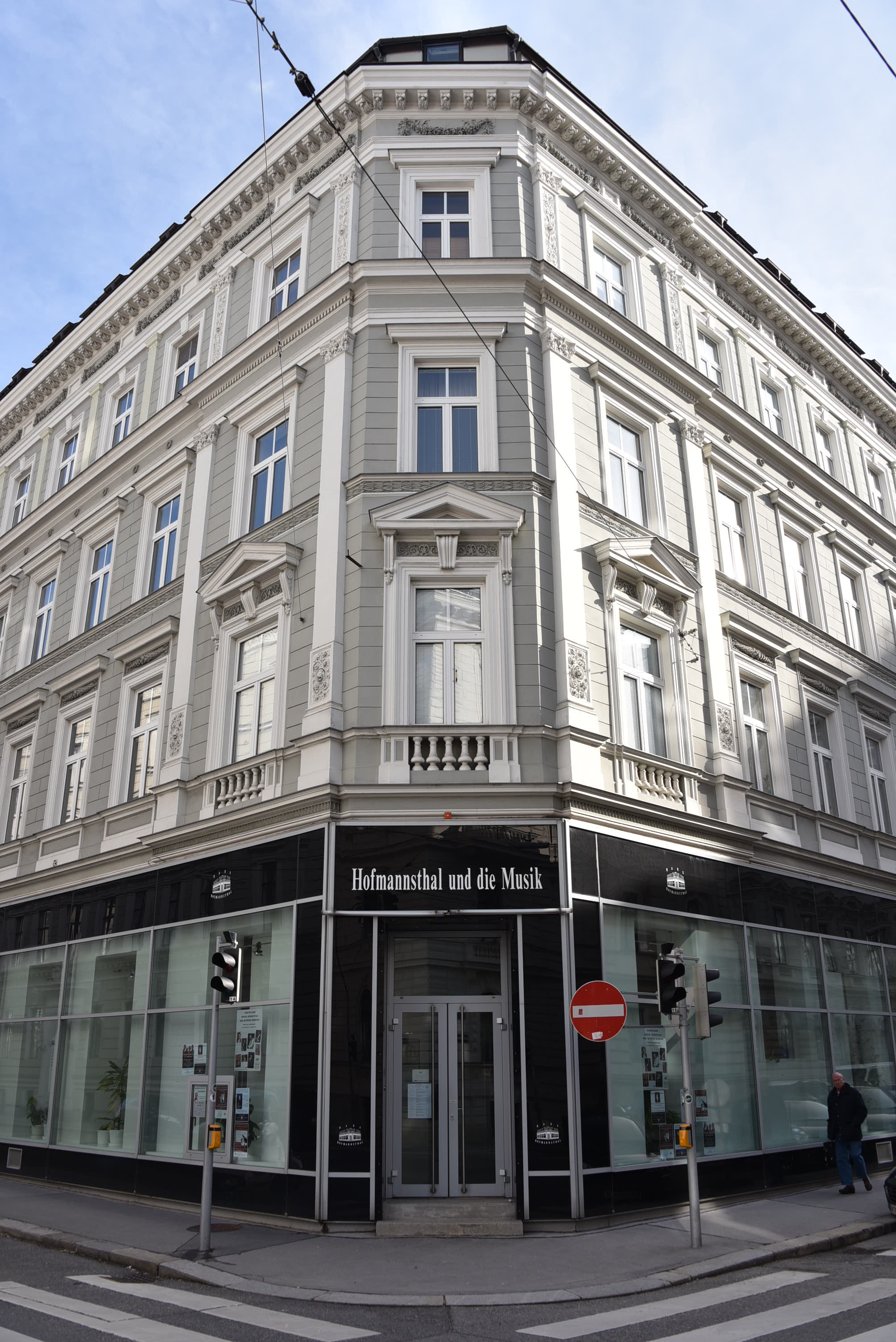
Das Haus Hofmannsthal in der Reisnerstraße 37

Seit 1968 fördert die Hugo von Hofmannsthal-Gesellschaft die Forschung und Auseinandersetzung zu Hofmannsthals Leben und Werk.
In Wien bemüht sich das Haus Hofmannsthal um die Rezeption des Dichters und seiner Werke.
Am 2. April 1999 wurde der Asteroid (8057) Hofmannsthal nach ihm benannt.
Gedenktafeln befinden sich am Geburtshaus in der Salesianergasse, dort mit einem Porträtrelief, und am Sterbehaus, dem Hofmannsthal-Schlössl. Am Eingang des Theaters in der Josefstadt wurden an prominenter Stelle zwei Gedenkrosetten mit dreidimensionalen Kopfdarstellungen von Hofmannsthal und Max Reinhardt angebracht. Am Haus Kaltenleutgebner Straße 1 in Wien-Liesing befindet sich ein Wandrelief mit Motiven aus Ariadne auf Naxos, Jedermann und Der Rosenkavalier. Eine Gedenktafel der Österreichischen Gesellschaft für Literatur am Akademischen Gymnasium in Wien erinnert an Altenberg, Beer-Hofmann, Hofmannsthal und Schnitzler, allesamt Schüler des Gymnasiums. Am Dichtersteinehain in Zammelsberg befindet sich eine Gedenktafel mit dem Hofmannsthal-Zitat: „Von der Poesie führt kein direkter Weg ins Leben, aus dem Leben keiner in die Poesie“.
Die Pfadfindergruppe Wien 55, die im Todesjahr in Liesing gegründet wurde, trägt den Namen Hugo von Hofmannsthal.
Es wurden eine Reihe von Verkehrswegen nach dem Dichter benannt, darunter die Hugo-von-Hofmannsthal-Straße in Salzburg-Parsch und St. Pölten, die Hofmannsthalstraße in Ingolstadt, die Hofmannsthalgasse in Wien und Perchtoldsdorf, der Hugo-von-Hofmannsthal-Weg in Bad Aussee und in Kapfenberg sowie der Hofmannsthalweg in Linz.

## Hörspiele und Hörbücher (Auswahl)
- Richard Strauss – Hugo von Hofmannsthal: Briefwechsel – gesprochen von Rolf Boysen (Richard Strauss) und Peter Lieck (Hugo von Hofmannsthal), 149 min. Leuberg Edition, Riedikon 1994, ISBN 978-3-89849-631-5.
- Briefwechsel – Richard Strauss und Hugo von Hofmannsthal – aus dem Briefwechsel lesen Dietrich Fischer-Dieskau und Gert Westphal, 77 min. Universal Music, Berlin 2005, ISBN 978-3-8291-1514-8.